# Leoš Janáček
Leoš Janáček  escoltar (?·pàg.) (Hukvaldy, Moràvia, 3 de juliol de 1854 - Ostrava, 12 d'agost de 1928) fou un compositor txec. Teòric musical, folklorista i professor, es va inspirar a Moràvia i altra música popular eslava per crear un estil musical original i modern. Principalment per les seves òperes és considerat un dels compositors més importants de l'inici del segle xx i juntament amb Antonín Dvořák i Bedřich Smetana, un dels compositors txecs més importants.
Fins al 1895, es va dedicar principalment a la recerca folklòrica i la seva primera producció musical va ser influïda pels contemporanis com ara Dvořák. A seixanta-dos anys, quan ja imaginava amb una certa resignació que el millor del seu talent havia quedat enrere i que la seva fama com a compositor mai sobrepassaria els límits de la seva província, va començar a conèixer de cop l'èxit que només concedien capitals com Praga o Viena.
A partir de la reestrena el 1916 de Jenůfa al Teatre Nacional de Praga, la vida del compositor va canviar completament, sobretot quan s'afegeix un nou al·licient a la seva vida el juliol de 1917: al balneari de Luhačovice, al qual acudeix tots els estius, coneix a Kamila Stösslová, amb trenta-vuit anys menys que ell, casada i amb un fill, que es converteix en la seva «mussa per correspondència».
A partir de llavors comença una composició febril i fins al dia de la seva mort, cada obra nova de Janáček és una carta d'amor. De fet, les seves obres més famoses les va compondre durant els últims deu anys de la seva vida i a setanta anys es va erigir inesperadament en cap de la més jove generació innovadora. Per aquesta raó se'l considera un compositor del segle xx, tot i que tenia quaranta-set anys quan va començar el segle. La singularitat i originalitat de Leoš Janáček no va ser acceptada fins a la generació posterior a la seva mort.
Milan Kundera va dir: «Janáček va néixer el 1854 i tota la paradoxa és aquí. Aquest personatge de la música moderna és el de més edat dels grans romàntics: té quatre anys més que Puccini, sis més que Mahler, deu més que Strauss. Fins al tombant de segle no aconsegueix el seu propi estil. Als anys vint, les seves obres ocupen un lloc en els programes de concerts de música moderna al costat de Stravinski, Bartók o Hindemith, però té quaranta anys més que ells. Conservador solitari a la seva joventut, va ser innovador quan va ser vell. Però sempre va estar sol perquè tot i ser solidari amb els compositors joves, era diferent d'ells. Janáček va arribar al seu estil sense ells, la seva manera de fer té un altre caràcter, una altra gènesi, altres arrels».

## Biografia

### Orígens familiars
Els avantpassats dels Janáček havien residit a prop de Frýdek des del segle xvii. L'iniciador de la tradició musical de la família fou l'avi de Janáček, Jiří (17 d'abril de 1778 - 1848), que a més de la seva professió com a mestre també va treballar com a organista i va acabar com a professor a Albrechtičky. Jiří es va casar amb Anna Šajrajtová (Scheutter) (1781-1869), d'una família d'origen alemany, amb qui va tenir set fills. Els seus dos fills grans Josef (1801–1887), Jan (1810–1889), van ser assignats a la vocació sacerdotal; Anna va morir a la infància, les altres dues filles Johanna (1808-1890) i Žofie (1827-1854) es van casar i van viure a Albrechtičky; Jiří (el pare de Leoš nascut el 4 d'octubre de 1815-1866) i Vincenc (1821–1901) van continuar la tradició de professors i músics de la família.
Jiří va rebre una formació musical bàsica del seu pare i va ser considerat un organista destacat. L'oncle de Janáček, Jan, que treballava de sacerdot a Znorovy (avui Vnorovy), era el parent més proper de Janáček quan era estudiant a Brno. Després de morir el pare de Janáček, el 8 de març de 1866, l'oncle Jan es va ocupar d'enviar-li roba i diners al monestir. El primer lloc de treball de Jiří Janáček com a ajudant docent va ser a Neplachovice, a prop d'Opava. Els anys següents els va passar com a professor a Kateřinky també a prop d'Opava, a Jakartovice i Příbor, on es va casar als vint-i-tres anys amb Amálie Janáčková (de soltera Grulichová, 13 d'abril de 1819-1884), filla d'un sastre. Amálie i Jiří van tenir catorze fills, dels quals només nou van viure a l'edat adulta. El temps de l'estada a Příbor va significar un historial social relativament bo per a la jove família. Janáček, però, buscava feina com a professor independent, i així quan Josef Pekárek, un professor de Hukvaldy, va morir el 5 de juny de 1848, Jiří Janáček va sol·licitar aquest càrrec i se li va assignar en un decret del 26 de setembre de 1848.

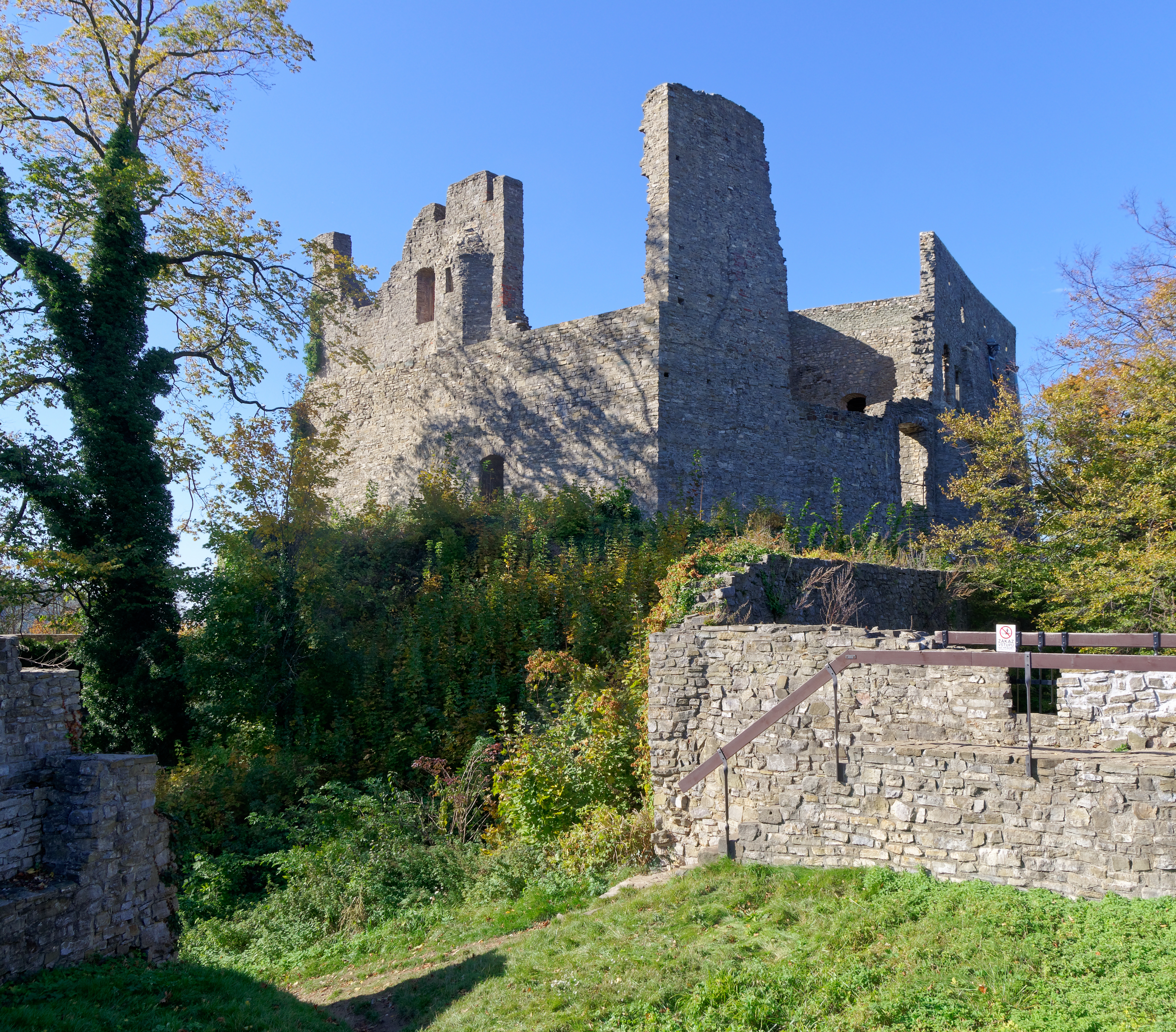
Castell de Hukvaldy, localitat on va néixer Janáček

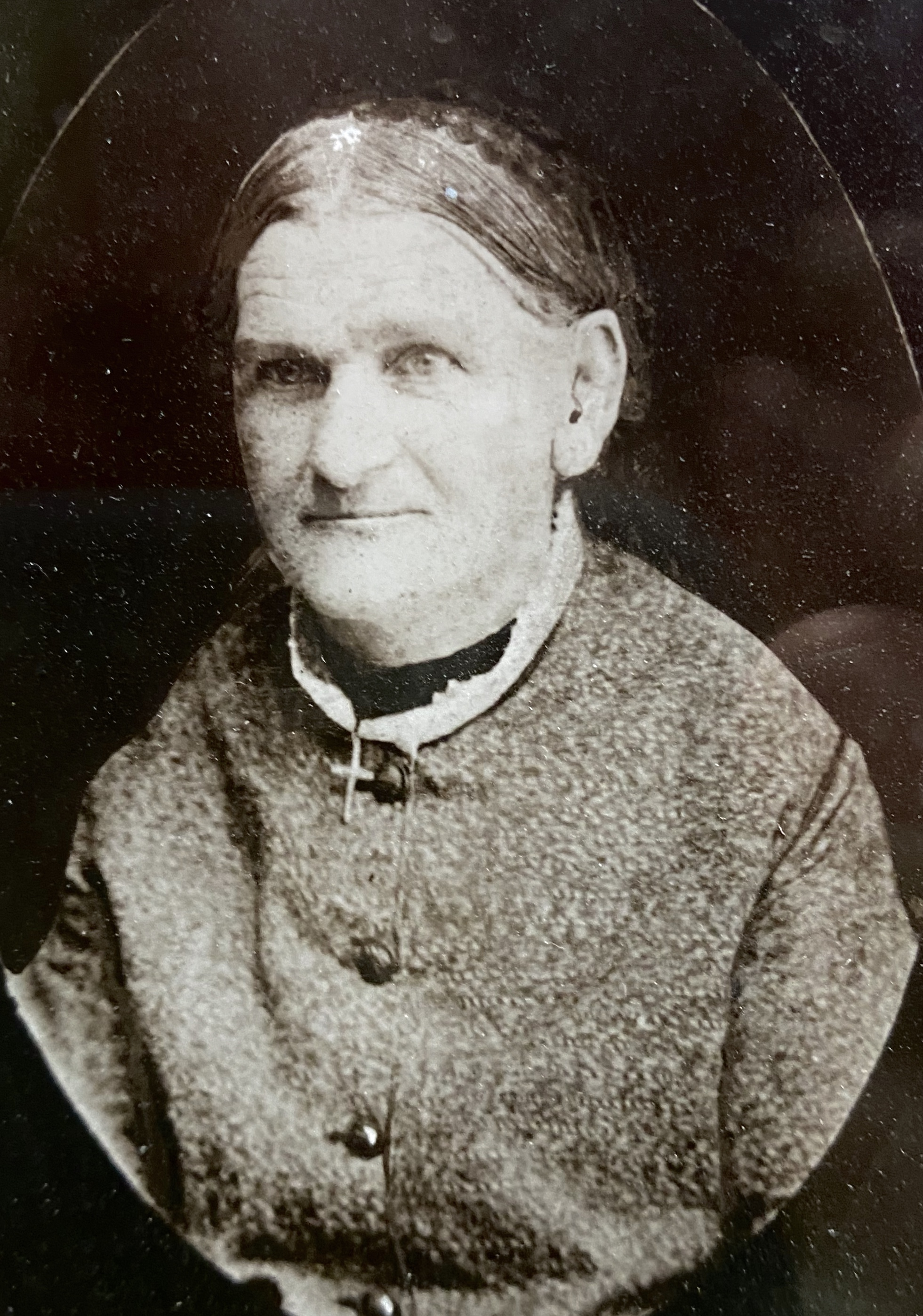
Amálie Janáčková (1819 - 1884), mare de Leoš Janáček

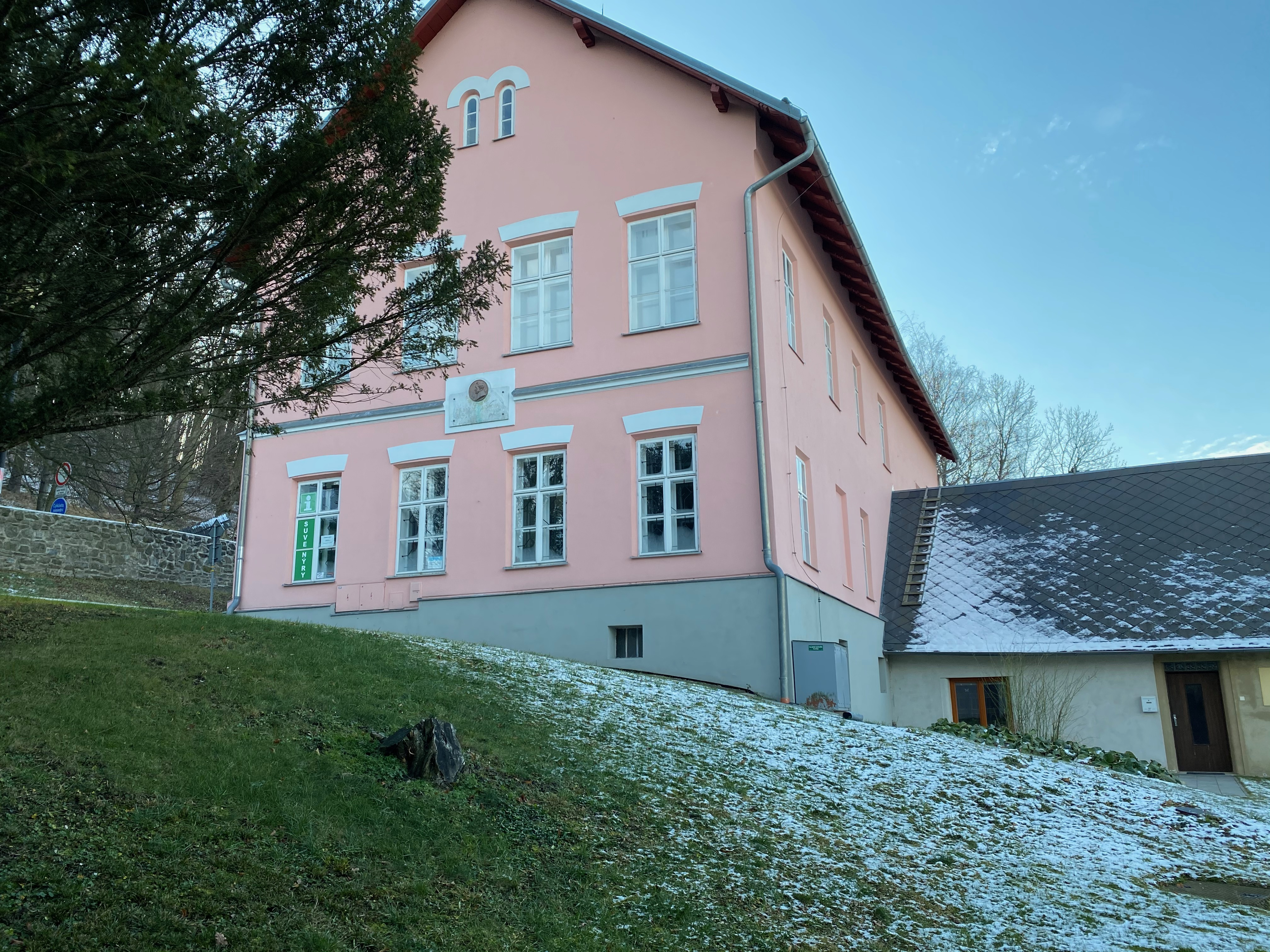
Casa natal de Leoš Janáček a Hukvaldy

L'arribada el 1848 dels Janáček a Hukvaldy, a uns 8 km de Příbor, canvia fonamentalment la seva vida. Van passar d'una confortable casa de poble a Příbor amb la seva gran família a una escola en ruïnes de Hukvaldy, que també contenia un apartament per al professor. L'escola havia sigut una antiga casa pairal reconstruïda el 1816 que no era prou adequada per a una escola.
Hukvaldy era un poble establert al principi del segle XVIII al peu del castell de Hukvaldy. Els nobles oficials van decidir construir nous edificis més accessibles que el castell, que va quedar en ruïnes després que la majoria dels buròcrates s'hi traslladessin i el castell fos deteriorat per un incendi el 1762. Quan Jiří Janáček va arribar, Hukvaldy passava per dificultats econòmiques, exacerbades per desastres naturals com una calamarsa el maig de 1847 i una mala collita a la dècada de 1850. Aquestes dificultats, juntament amb les condicions salarials desfavorables i el mal estat de l'Escola Hukvaldy, van causar moltes preocupacions a Jiří Janáček. El mestre d'escola ocupava un lloc prominent en la societat de l'època. A part del sacerdot, solia ser l'únic membre educat del poble. Però el mestre d'escola a Hukvaldy no tenia un sou fix i havia de confiar en els ingressos de qui podien pagar una quota escolar o donar menjar per omplir el rebost. A més, el salari de mestre de l'escola de Hukvaldy estava entre els pitjors de la regió. En aquestes condicions, cinc dels nens nascuts a Hukvaldy van morir ja de petits.

### Primers anys (1854-1865)
Leoš Janáček, fill de Jiří i Amálie, va néixer a Hukvaldy, Moràvia, un poblet situat a les ruïnes d'un castell del mateix nom que llavors tenia 573 habitants i que formava part de l'Imperi austríac, i on s'havien mudat el 1848. Abans, a Příbor, la parella havia tingut quatre fills més: Viktorie, que es va traslladar després amb la seva família als Estats Units i finalment va tornar a Hukvaldy amb el seu marit (22 desembre 1838 - 18 febrer 1894), Eleonore (22 juliol 1840 - 12 febrer 1919), Josef Adolfín (19 març 1842 - 14 març 1931), Karel Jiří (6 gener 1844 - 10 novembre 1919) i Bedřich Vincenc, que va viure després a Àustria (7 març 1846 - 8 gener 1918) (1846). A Hukvaldy van néixer František (6 octubre 1849 - 13 desembre 1849), Rozálie Kateřina (18 desembre 1850 - 18 abril 1868) va morir de tifus a Příbor, Jiří (17 desembre 1852 - 17 desembre 1852), Leo Eugen (3 juliol 1854 - 12 agost 1928), František Josef (24 setembre 1856 - 20 desembre 1908) i Josef (22 d'agost de 1858 - 4 de febrer de 1941), que després van passar gran part de la seva vida a Rússia, i Adolf (11 maig 1861 – 17 maig 1861) i Marie (3 setembre 1863 – 9 setembre 1863).
Jiří fill, el pare de Leoš, va rebre una educació musical bàsica del seu pare i era autodidacte, tot i que era considerat un bon organista. Com a professor, va ensenyar música al jove Pavel Křížkovský, que el 1845 va ingressar a l'Orde de Sant Agustí al nucli antic de Brno, on va esdevenir un famós compositor i director del cor. Allà seria més endavant el primer gran mestre de Leoš. Més tard, Jiří va ensenyar als seus mateixos fills a tocar el piano, orgue i cordes. La mare de Janáček, Amálie, també tenia talent per a la música i cantava i tocava la guitarra i l'orgue.

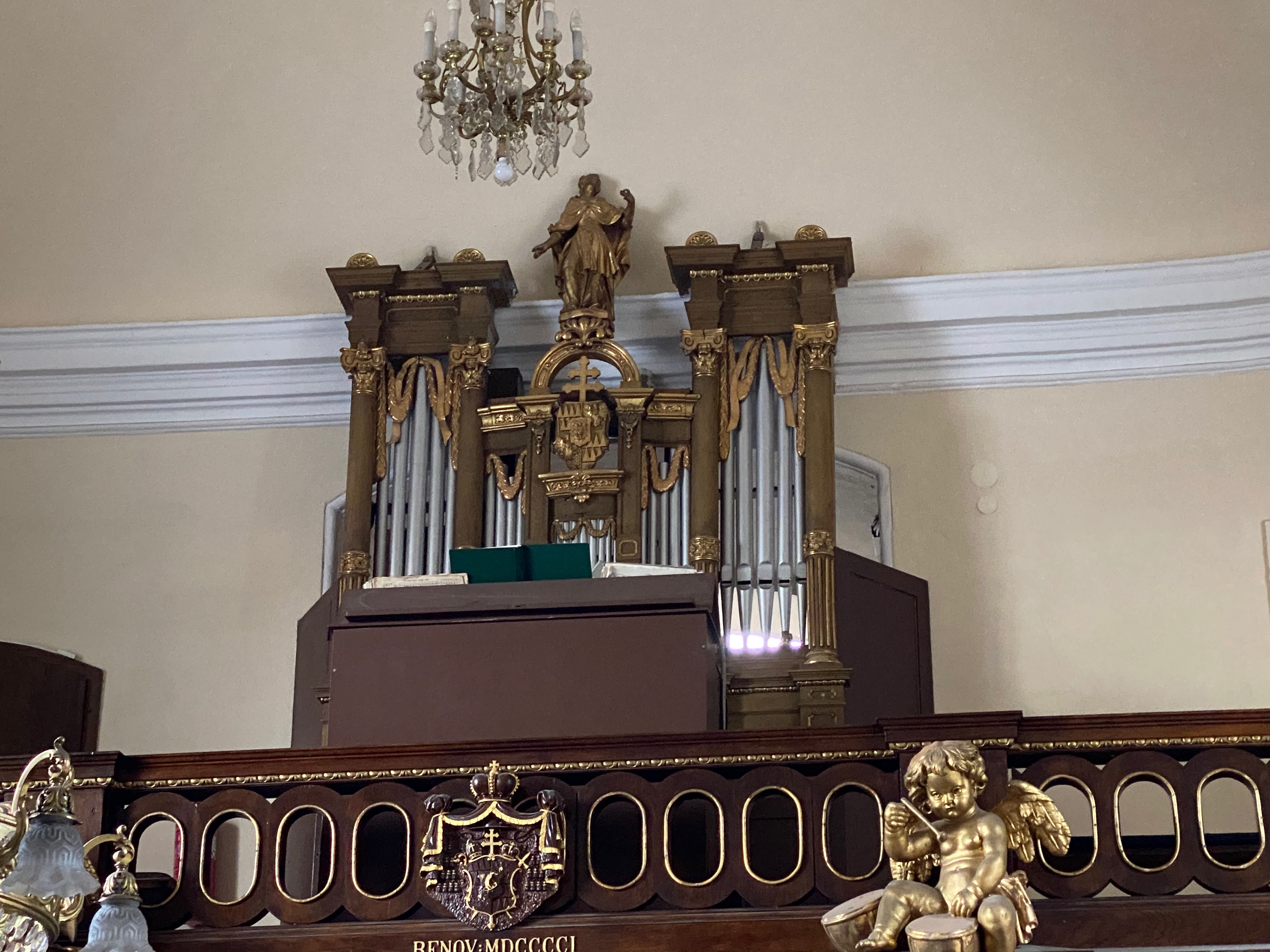
Orgue de l'església de Sant Maximilià

El seu pare, Jiří, era un home robust de cabells negres, la mare Amálie, una noia petita i rossa. Leo havia heretat els atapeïts cabells negres del seu pare, la petita figura de la seva mare i una relació enorme amb la música de tots dos. A casa, de l'educació musical de Leoš en tenia cura el seu pare, que era molt estricte. De petit, Leoš ja havia tocat moltes de les sonates de Beethoven.

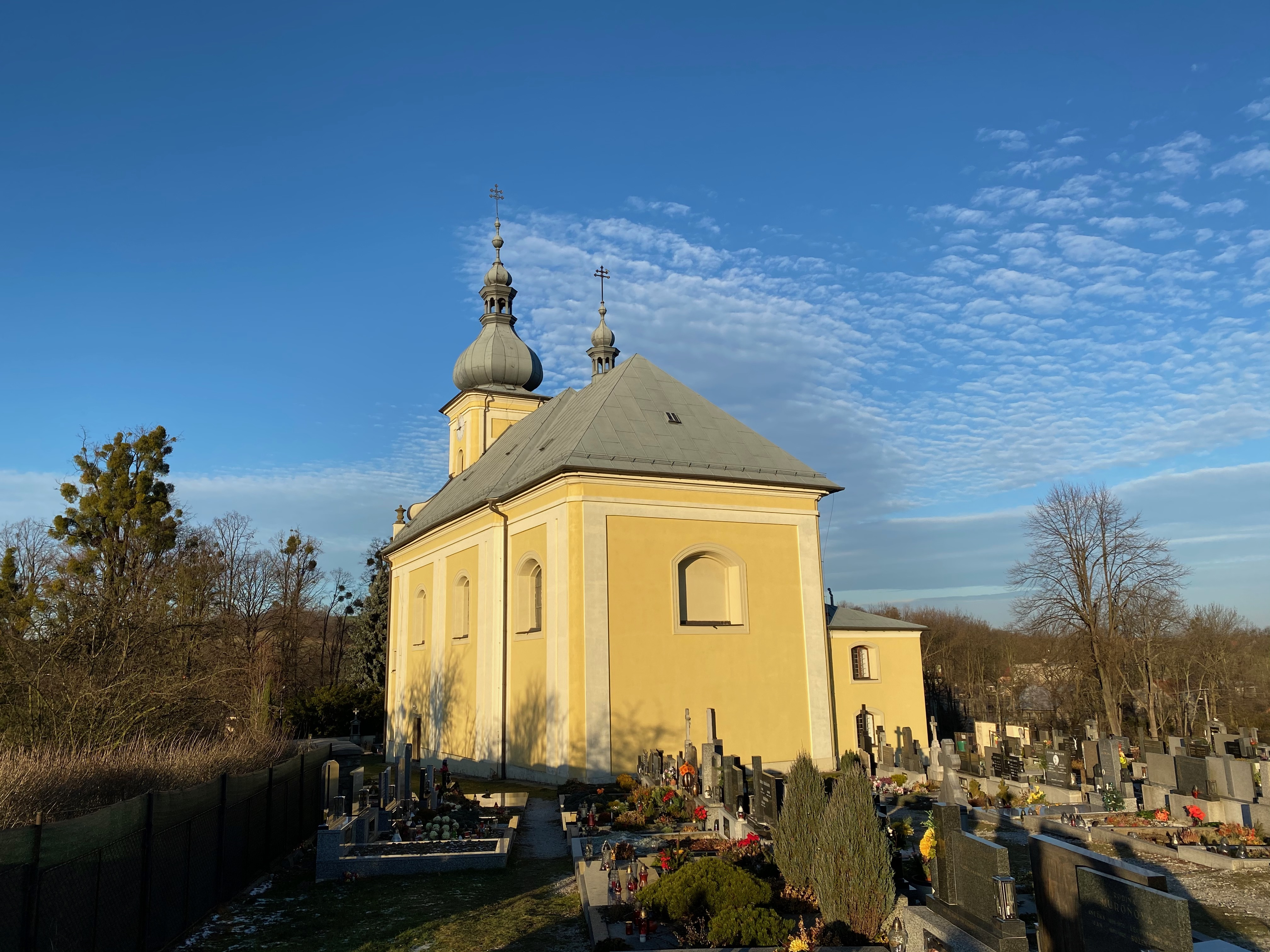
Església de Rychaltice, on la família Janáček sovint assistia com a músics

Però hi va haver experiències més alegres. Les funcions dels mestres rurals aleshores també incloïen la preocupació pel funcionament de la música a l'església. Leoš era un nen dotat per la música i va mostrar aviat el seu talent en el cant. Però l'església de Sant Maximilià de Hukvaldy era petita i el pare de Janáček només va poder encabir uns quants músics a la coral. Per això va treballar amb el rector Jan Valentin Hladík, un mestre del poble veí de Rychaltice, on hi havia una església més gran amb bells orgues i instruments barrocs. Per a això, Jiří Janáček i els seus fills van ajudar en la coral Rychaltický. El petit Leoš estava especialment encantat per les timbales, instrument per al qual tenia una passió compositiva. Les timbales serien importants en la música de Janáček, usats per a efectes estructurals, com per exemple a Kàtia Kabànova i a la Sinfonietta.

### Abadia de Sant Tomàs (1865-1869)
La infantesa de Janáček va acabar bruscament i sobtadament als onze anys, el 1865, quan el seu pare va emmalaltir i va decidir enviar-lo a l'escola de la fundació de l'Abadia de Sant Tomàs de Brno, a uns 150 km de Hukvaldy. Era un important centre intel·lectual a Moràvia a càrrec dels monjos de l'orde dels agustins i que existia a Brno des del segle xiv. Ho va fer per garantir la seva formació musical malgrat les dificultats materials de la família. Si Jiří Janáček hagués volgut que Leoš fos professor, no l'hauria enviat tan lluny de casa. També podia convertir-se en professor a Příbor. Però volia que el noi fes una formació musical completa, cosa que només era possible en la fundació. Va dubtar entre Kroměříž i Brno fins que finalment va guanyar la seva llarga relació amb Pavel Křížkovský, el famós compositor coral bohemi i col·leccionista de cançons populars, que gestionava la fundació de Brno.

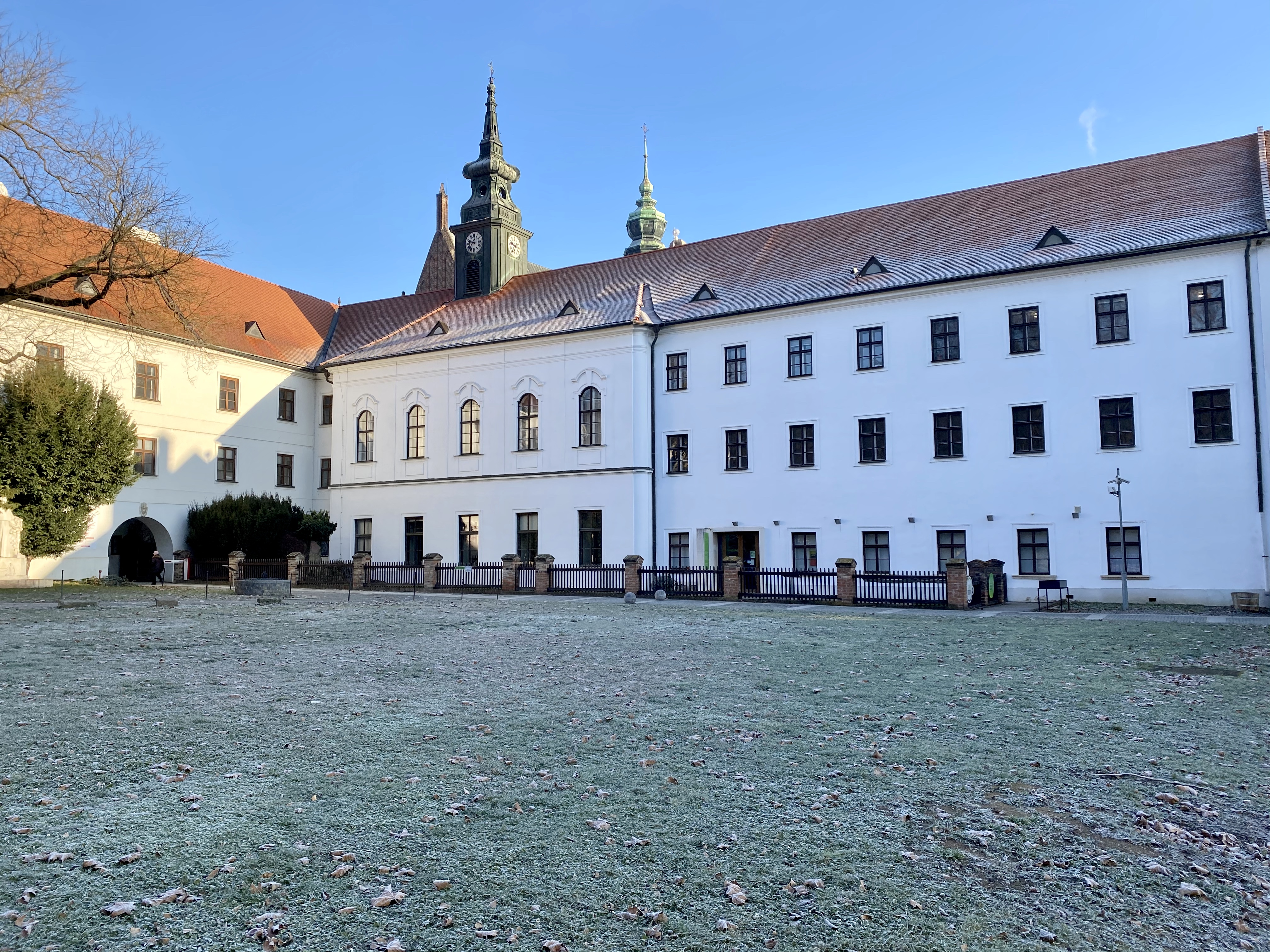
L'Abadia de Sant Tomàs de Brno, on Janáček va estar internat des dels 11 fins als quinze anys, i on realitzà els primers estudis musicals

Jiří Janáček, coneixia el compositor Pavel Křížkovský, que ja treballava a Brno des del 1848, i aquest fet en va facilitar l'acceptació. Aquí hi van treballar altres figures importants com el fundador de la genètica Gregor Mendel, el filòsof, poeta i periodista František Klácel, l'acadèmic literari Tomáš Bratránek i, en particular, l'il·luminat abat Cyril Napp.
La família estava cada cop més preocupada, la malaltia del pare empitjorava i, en els darrers anys, sovint passava que ni tan sols podia ensenyar. Els ajudants aviat van abandonar Hukvaldy, per la qual cosa el seu fill Karel el va ajudar durant algun temps. Un habitatge no saludable va contribuir al deteriorament del seu estat de salut, el cor es va veure afeblit per un reumatisme avançat, però algunes de les dificultats també es van deure al seu caràcter violent i explosiu, que va heretar del seu pare. Després de la mort de Jiří Janáček el 8 de març de 1866, Leoš no va sortir de la fundació durant un any. Tot i que els germans més grans ja havien marxat de casa abans, la mort del seu pare va posar la família en una situació molt difícil. La mare va intentar alimentar els fills ella mateixa. Gràcies a les seves capacitats musicals va mantenir el servei d'orgue durant tot l'any, aconseguint així almenys una petita contribució a la petita pensió que se li va valorar. Però després de l'arribada d'un nou professor, va haver de mudar-se de Hukvaldy. Quan va tornar amb la seva filla Josefka al cap d'uns anys, va quedar malalta fins a la mort. Tot i això, als seus fills també els agradava tornar a Hukvaldy. Tant Victoria, que es deia que havia buscat una existència millor a Amèrica amb el seu marit, com Francis, que va comprar una casa aquí després de tornar de Sant Petersburg, i Joseph, que va tornar a Hukvaldy després d'una vida miserable a Rússia.
Els "ocells blaus" (modráček), com eren anomenats els nens cantors a Brno en aquell moment a causa dels seus uniformes de color blau clar, eren nois d'entre 9 i 12 anys dotats musicalment de famílies pobres que rebien una educació musical completa i relacionada amb la prestació de música a les misses i al monestir, així com en concerts i òperes ocasionals a Brno. A partir de 1871, Janáček va substituir Pavel Křížkovský com a director de l'orgue de la basílica del monestir de l'Assumpció de la Mare de Déu. Quan tenia setanta anys Janáček va escriure Pochod Modrácku ('La marxa dels ocells blaus') pel sextet de vent Mládí en record dels seus anys d'infantesa passats al monestir. L'orquestra del monestir consistia en dos oboès, dos clarinets, dues trompes, dues trompetes, dos fagots i un contrabaix. A més, hi havia disponibles músics de flauta i trombons, timbalistes i també sis violinistes. Tocava majoritàriament obres de compositors com Mozart, Cherubini, Rossini i Haydn. Els nens també estudiaven filosofia, lògica, gramàtica i altres matèries humanístiques.

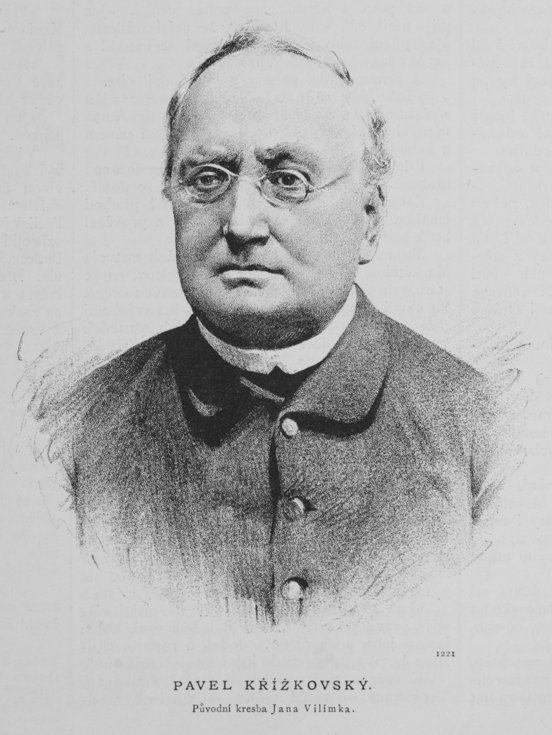
Pavel Křížkovský, primer professor de Janáček a l'Abadia de Sant Tomàs de Brno, que exercí una gran influència en la seva formació musical del jove

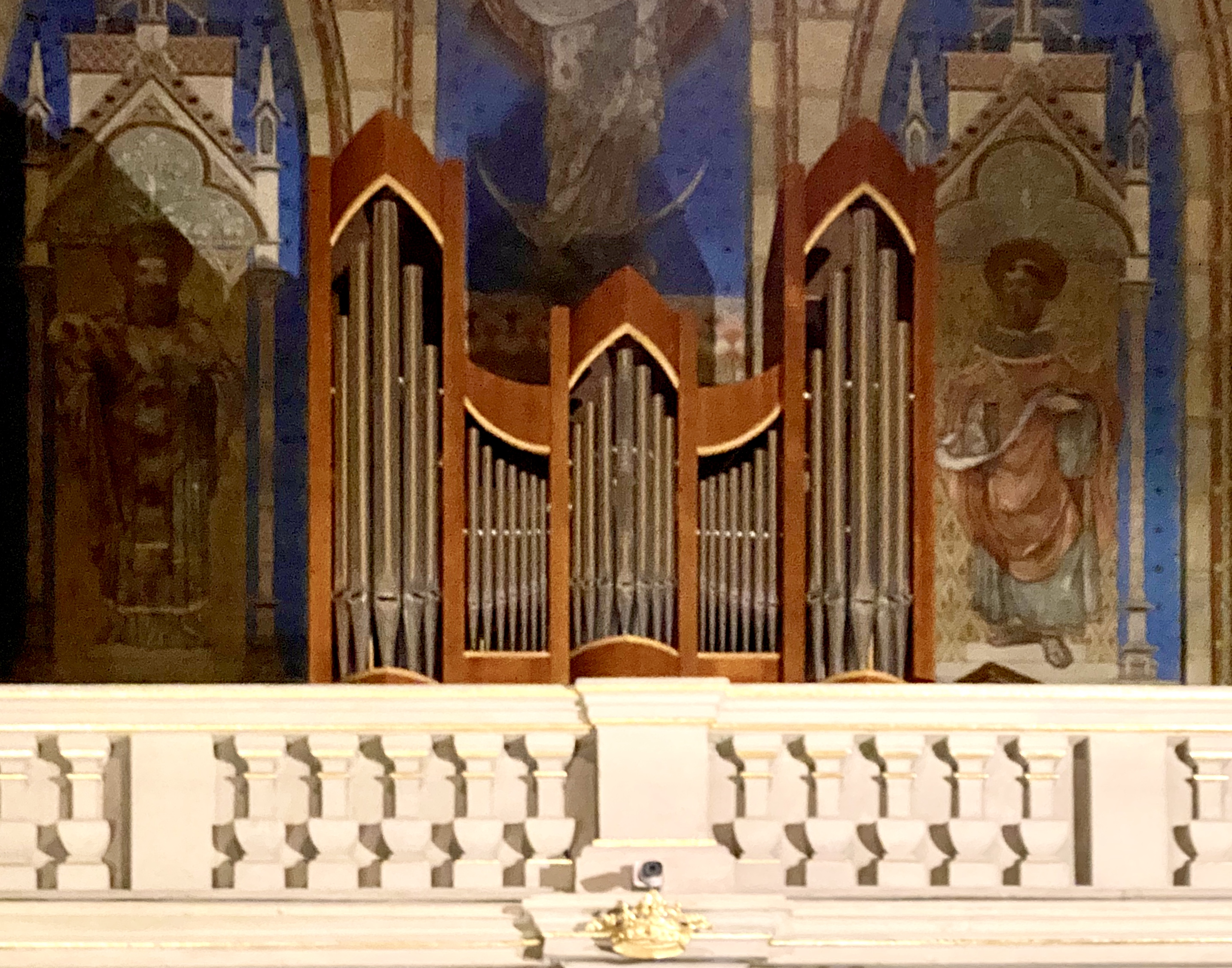
Orgue de la Basílica de l'Assumpció de Maria, que va tocar Leoš Janáček en els seus anys d'estudiant al monestir

A l'abadia va tenir la sort de poder estudiar cant coral i orgue amb Pavel Křížkovský, que durant els seus anys d'estudiant es va convertir en el protector del nen, del qual havia endevinat el potencial. El talent musical de Janáček es va desenvolupar sota la supervisió de Křížkovský. En la seva personalitat, Janáček va trobar la teoria i la pràctica, el compositor, el director i l'instrumentista que més tard li va ensenyar a valorar de forma crítica cada actuació artística d'una peça. Křížkovský va ser un important model per a Janáček. Els records de Janáček de Křížkovský eren bons: «Ningú va aprofundir en l'esperit d'una obra, ni va arribar a l'ànima del compositor amb tanta audàcia i certesa».
A més de les classes instrumentals, va estudiar baix continu amb el professor Gottfried Rieger i contrapunt amb Antonín Novotný. Leoš tenia una bella veu i d'una manera general, va estar interessat en l'estudi musical. Va demostrar ser un alumne brillant: un dels companys de classe, František Neumann, el va descriure més tard com un «excel·lent pianista, que tocava les simfonies de Beethoven perfectament al piano a duo amb un company de classe, sota la supervisió de Křížkovský».
L'estada al monestir, amb una gran disciplina i amb abundància de música estimulant, va ser d'un valor etern per a Janáček. Coincidint amb aquest període, a finals de la dècada de 1870, hi va haver un moviment conegut com la Reforma Ceciliana que també va afectar l'ensenyament del monestir. La reforma reclamava més rigor en la música religiosa i un retorn a la "puresa" dels polifonistes del segle XVI. Apartaven Bach i Haydn i tornaven Lassus i Palestrina.
La seva formació artística va sofrir nombrosos entrebancs. El 8 de març de 1866, la mort del pare deixa la família gairebé en la misèria però, així i tot, el jove Janáček va poder continuar els estudis i el seu oncle Jan Janáček, que era el capellà del poble de Znorovy (avui Vnorovy) i estava raonablement acomodat, es va convertir en el seu tutor. Uns mesos més tard, l'angoixa es va apoderar dels habitants de Brno i, per tant, els ocupants del monestir. A les terres txeques, els soldats de l'Imperi austrohongarès lluitaven contra els soldats prussians. El 13 de juliol, dies després de la batalla de Sadowa, les tropes prussianes van entrar a la ciutat de Brno i van prendre el control dels llocs clau i edificis governamentals. L'ocupació estrangera es va perllongar fins a mitjans de setembre, quan les tropes van sortir de la ciutat, fins llavors els nens es van haver de mobilitzar per cantar en nombrosos funerals.
La instrucció musical al convent es reflectia en la pràctica durant els serveis religiosos. Els nens cantaven a la missa de tots els diumenges i tantes vegades com les necessitats de la vida religiosa ho exigia. La permanència de Janáček al monestir no només el va preparar per a una formació musical més profunda, sinó que també va tenir un impacte significatiu en el desenvolupament de la identitat moraviana: des de les experiències del Janáček de quinze anys que va viure a Velehrad fins a la Missa glagolítica. Janáček va ser influenciat per l'entorn general del monestir agustí, presidida pel prelat Cyril Napp. Després de la mort de Napp, va ser substituït pel naturalista Gregor Mendel; diverses altres personalitats amb una visió independent del món varen viure entre els murs del monestir en aquell moment, entre d'altres František Matouš Klacel, un entusiasta partidari del socialisme utòpic. Les opinions de Janáček, en particular el seu fort sentiment nacional, també es va anar formant mentre va estar internat, mentre a fora també anava entrant en joc l'emancipació cultural i econòmica del poble txec.
Janáček va completar l'educació musical i general que rebia al monestir en una escola primària a Bělidla, i més tard en una escola secundària alemanya al barri antic de Brno entre el 1866 i el 1869.

### Escola de magisteri (1869-1874)
Al final dels estudis musicals amb l'obtenció del certificat el 31 de juliol de 1869, Leoš va voler satisfer els desitjos de la família i va optar per agafar el mateix camí que el seu pare i també el seu avi: ser mestre d'escola i fins al 1872 va estudiar magisteri a l'escola eslava de Brno (kk Lehrer-Bildungsanstalt). Dos anys més tard, l'institut es va dividir lingüísticament i Janáček va assistir al C.k. Slovanský ústav ku vzdělání učitelů (Institut imperial i reial de formació del professorat dels homes eslaus) en el seu tercer any. Es va graduar amb divuit anys. Va aprovar els seus exàmens finals (excel·lent en geografia, cant i orgue) el juliol de 1872 i va servir el període obligatori de dos anys d’ensenyament no remunerat en una escola dirigida per l'institut. El mateix any, 1872, Janáček es va convertir en director de cor adjunt al monestir agustí. De fet, com que Křížkovský es desplaçava molt sovint a Olomouc, Janáček era el principal responsable de l'organització de la música. Havia aconseguit ser un organista prodigiós.
La seva relació amb el monestir va durar molt temps després del final dels seus estudis. Quan va morir Křížkovský, el 1885, Janáček va seguir dirigint el cor durant molts anys. Va mantenir el contacte amb els monjos, sobretot amb Anselm Rambousek, que fou un gran amic tota la vida. La majoria dels estudiosos han posat èmfasi en la influència de Pavel Křížkovský -al seu torn influenciat pel folklorista František Sušil- sobre el jove Janáček, influència musical, en primer lloc, però també per la seva influència ideològica en l'eslavisme i el nacionalisme.
Més tard, el 1880 va ser nomenat professor de música complet, que el va ajudar a guanyar-se la vida. Va mantenir aquesta feina durant una gran part de la seva vida, fins al seu retir el 1904.
El 1873 va ser escollit director del cor de la Societat Svatopluk. El mateix any, el cor va interpretar les primeres composicions de Janáček, Orání, Ženich vnucený, Válečná i Nestálost lásky. Aquestes primeres composicions es van inspirar en cançons populars. Orání és un arranjament simple de la melodia Šohajko švarný, čemu neořeš? i Nestálost lásky de la seva variació Šohajko švarný na vraném koni. Svatopluk és el nom del rei de Gran Moràvia en el moment de la seva independència i màxima influència (segle X). Durant l'Imperi austrohongarès, que una societat coral de Brno portés aquest nom no era innocent. Svatopluk, que estava formada per teixidors, era una coral que només aspirava a l'entreteniment dels seus cantaires. Amb l'entrada de Janáček, es va contagiar el seu entusiasme i el repertori va pujar de nivell ràpidament així com els concerts que feien al Teatre Beseda. Aquestes composicions van començar a cridar l'atenció, sobretot Cançó de guerra, estrenada el juliol de 1873.
El novembre de 1874 va rebre el diploma de mestre, amb el que tenia competència per ensenyar llengua, geografia i història txeca a les escoles elementals on es parlava txec, però la majoria de les escoles elementals de l'època alemanyes. Tanmateix, Janáček no volia exercir: la seva veritable vocació era la música i per poder ensenyar música, havia de fer un altre examen. Amb vint anys i la recomanació escrita de Křížkovský i el consentiment del director del seminari, Emilian Schulz -director de l'Institut de professors de Brno i pare de Zdeňka Schulzová, futura esposa Janáček-, a Janáček se li va permetre deixar un any el seu treball i va començar els estudis a l'Escola d'orgue de Praga la tardor de 1874. Al final de l'estiu es trasllada a Praga.
La carta de recomanació de Křížkovský era profètica:
| «                  | En referència a la sol·licitud del Sr. Lev [sic] Janáček, em complau manifestar la meva opinió que els seus dots musicals, especialment per tocar l'orgue, són excepcionalment extraordinaris, i que, si té l'oportunitat plena d'estudiar música a fons, algun dia es convertirà en un músic realment distingit. El seu talent inusual justifica aquestes esperances. | » |
| — Pavel Křížkovský | |   |

### Praga (1874-1875)

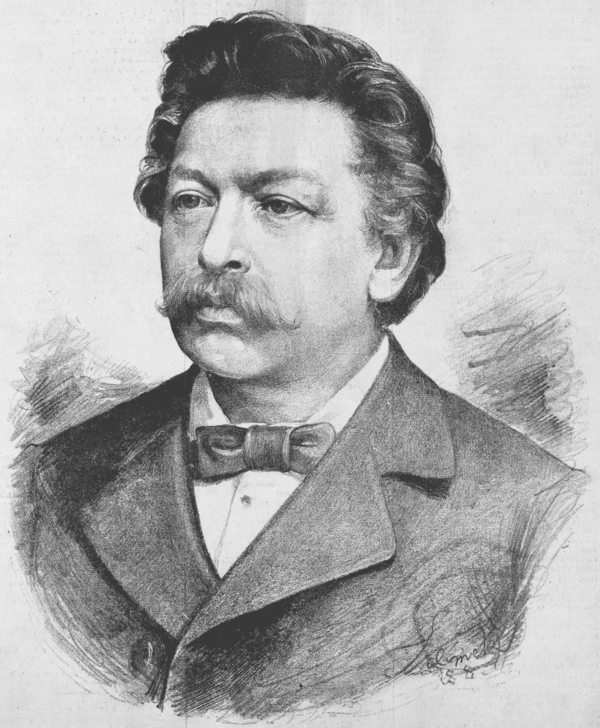
František Zdeněk Skuherský, fou el professor del segon i tercer curs a l'Escola d'orgue de Praga

Entre el 1874 i el 1875 va continuar els estudis musicals a l'Escola d'orgue de Praga, el mateix lloc on havia estudiat Antonín Dvořák. Va haver de portar una vida d'estudiant molt modesta, no podia permetre's un piano, però un dia (probablement amb l'ajuda de Ferdinand Josef Lehner, capellà de Karlín) un piano va ser lliurat a la seva petita habitació al núm. 50 del carrer Štěpánská, que va desaparèixer misteriosament cap al final de l'any escolar. També estudiaven a Praga en aquella època alguns dels seus antics companys d'escola (els estudiants de la Fundació Brno Antic, František Bílý, Ferdinand Jokl i L. Čech), amb qui va trobar companyonia estudiantil, però no va poder aprofitar al màxim la vida musical de Praga.
Janáček tenia un ambiciós pla per assolir els estudis de tres anys en un, entre altres motius perquè només tenia un any d'excedència a l'escola que exercia de professor, i va assistir a exàmens de cant, orgue i piano durant l'any següent. Va tenir com a professors a František Blažek, creador de les bases de la música harmònica moderna a través de la sistematització d'acords alterats, i František Zdeněk Skuherský, que a més de director de l'escola era un excel·lent músic, un bon compositor i un brillant professor. Era l'autor de molta música eclesiàstica, però també algunes òperes i altres obres, així com d'un dels tractats de teoria de la música més moderns, en txec, i un pensador de gran originalitat. La formació estava de l'escola d'orgue estava orientada a proporcionar les qualitats per a un músic d'església i Janáček la va seguir amb voracitat. Encara no podia tenir idea que les seves grans obres serien en el camp de l'òpera.
A Praga, Janáček exhibeix per primera vegada l'octubre de 1874 el seu interès en la llengua russa, quan escriu en ciríl·lic les notes de caràcter personal als seus quaderns d'estudiant.

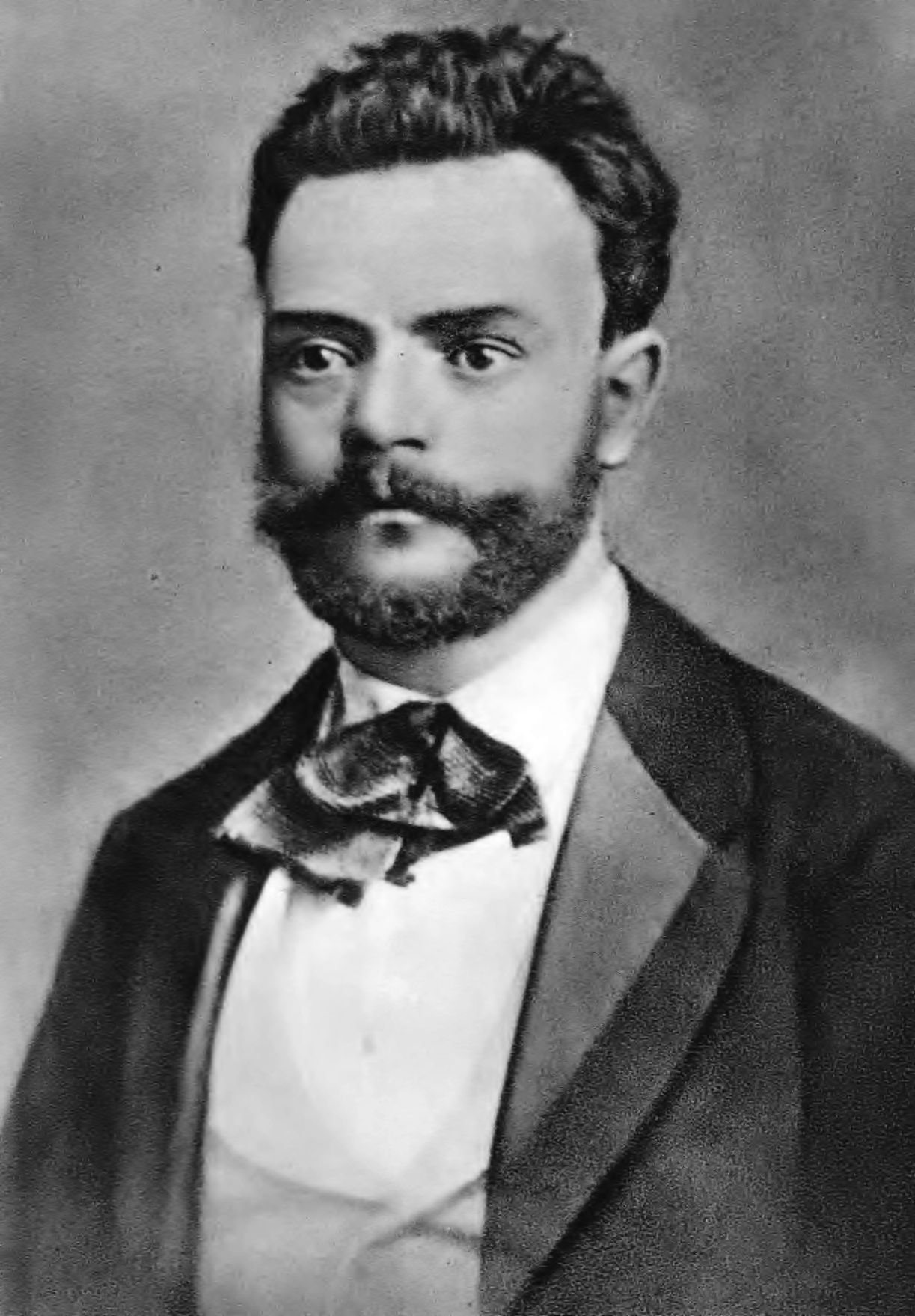
Antonín Dvořák, que Janáček probablement va conèixer a Praga i amb qui va establir una estreta relació

L'interès de Janáček pel moviment cecilià txec, que també va ser presentat pel diari Cecilie de Lehner, va portar sovint al compositor a l'església de Sant Adalbert a la ciutat vella de Praga. És més que probable que conegués en aquest moment a qui durant els anys 1874 a 1877 fou el seu organista: Antonín Dvořák. Dvořák exercirà una notable influència sobre les seves primeres obres, i amb qui va establir una estreta relació professional i d'amistat que duraria anys. La primera reunió entre Janáček i Dvořák només es pot conjecturar. La seva correspondència, a partir de 1880, documenta la seva estreta relació. Dvořák era en aquell moment l'únic compositor txec considerable, que estava realment interessat en la música popular moraviana (per exemple, els Duets moravians basats en melodies moravianes de la col·lecció Sušil). Dvořák va ser un dels pocs compositors apreciats per Janáček (potser a més de Txaikovski) gairebé sense reserves. Com a mostres de la seva amistat, els seus viatges junts durant el 1877 a la muntanya Říp al nord de Praga (el 1877 amb tren i a peu) i a Písek, a més de l'estança l'estiu del 1883 a casa del cunyat de Dvořák a Vysoká u Příbram reflecteix la seva estreta amistat. Després de les seves noces l'estiu de 1881, Janáček va presentar a la seva núvia de setze anys, Zdenka Schulzová (la seva antiga estudiant de piano, filla d'Emilian Schulz) al seu amic Dvořák, quan van fer un viatge junts a Karlštejn. Dvořák va visitar Brno en totes les actuacions de les seves obres (tenint lloc sis vegades els anys 1878, 1880, 1888, 1890, 1892, 1897). Janáček va ser el convidat de Dvořák a Praga els anys 1874-75, durant les vacances d'estiu 1877 i 1878, i fins i tot se li va permetre utilitzar l'apartament de Dvořák al carrer Žitná d'agost a setembre de 1883, quan Dvořák va residir a la seva casa d'estiu. En una conferència a Brno l'any 1882, Janáček va descriure Dvořák com «l'únic representant de la música txeca», la qual cosa va ser un judici dur a Smetana. El 1888 va seguir el seu consell amb la seva primera òpera, Šárka. El 1901, Janáček va estar present a la celebració del 60è aniversari de Dvořák a Praga i el març de 1904 a l'assaig de la seva darrera òpera, Armida. Més endavant, tant Dvořák com Janáček van patir la crítica exagerada de l'escriptor, crític i polític Zdeněk Nejedlý, el biaix exagerat del qual a favor de Smetana i la seva actitud destructiva cap als altres compositors va afectar les successives generacions a Txecoslovàquia.
També va conèixer als seus col·legues Karel Bendl i Zdeněk Fibich. Va participar en la intensa vida cultural de Praga, animada per un grup d'intel·lectuals anomenats ruchovici, que es van unir entorn de la revista Ruch en la qual es contestaven les tendències cosmopolites i s'afermava l'ideal d'una cultura nacional i antiaustríaca. És en aquests anys quan Janáček desenvolupa una forta consciència nacional, que sempre mantindrà.

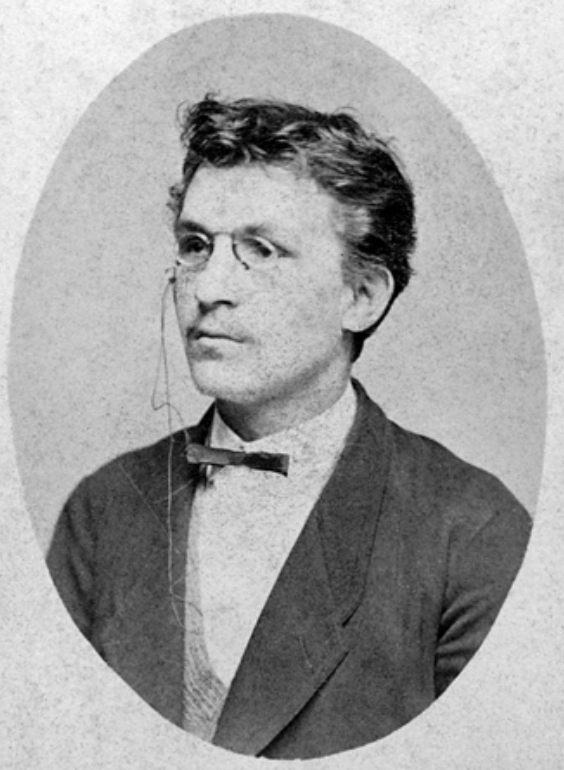
Leoš Janáček el 1874

El 1875 va escriure un article crític contra una interpretació d'una missa gregoriana realitzada pel seu professor Skuherský, el que va estar a punt de provocar la seva expulsió de l'escola, fet que finalment no va arribar a produir-se, i al juliol d'aquest mateix any Janáček va finalitzar els estudis brillantment, obtenint els millors resultats de la seva classe.

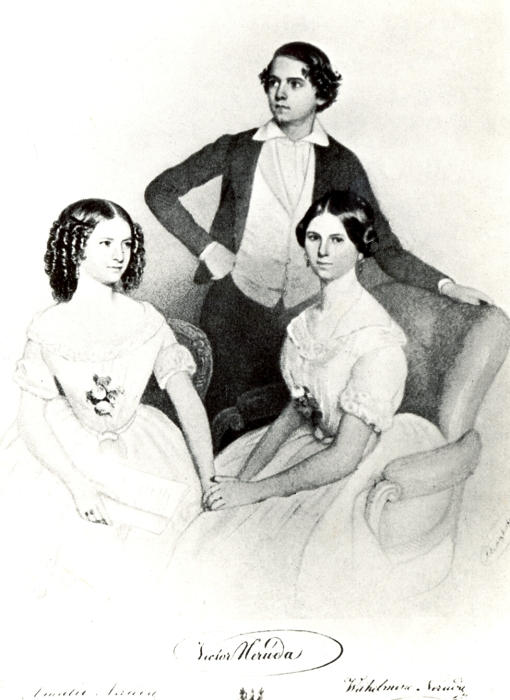
Amálie Wickenhauserová-Nerudová, professora de Janáček, a l'esquerra, al costat dels seus germans Viktor i Wilma

Després de la seva estada a Praga, Janáček va passar unes vacances a casa del seu oncle a Znorovy, una zona profundament impregnada de folklore. Això li va permetre renovar la seva fe en la natura, relaxant-se als boscos a la vora del riu Morava, degustant slivovice i captant els sons del violí, la cornamusa i el címbalom. També va fer el seu primer viatge al sud de Moràvia, des de Břeclav passant per Strážnice i Vnorovy fins al poble de Velká, on va començar a registrar sons amb els quals potser es van establir les arrels de Jenůfa.

### Professor a Brno (1876-1879)
Al seu retorn a Brno va començar a guanyar-se la vida com a professor de música, i també com a director de diversos cors d'aficionats. Des de 1876 va donar classes a l'Escola de Magisteri de Brno, on va comptar entre els seus alumnes amb la que va esdevenir la seva esposa, Zdeňka Schulzová, filla del director de l'escola. El mateix 1876 va ser elegit director del cor de la Societat Filharmònica Beseda de Brno, on va continuar treballant fins al 1888. Aquest mateix any va ser alumne de la pianista Amálie Wickenhauserová-Nerudová, juntament amb la qual també va organitzar concerts de cambra i recitals durant els dos anys següents. Amb ell, la pianista va fer concerts regularment entre 1877 i 1879, i el va ajudar com a patrona. Al cap d’uns mesos, va convertir el cor Beseda de només veu masculina en un cor mixt i, amb l’ajut del cor del monestir i els alumnes de l’institut, va reunir una força de 250 cantants.
Aquest va ser un pas significatiu en la seva carrera com a músic, perquè va ser capaç de dirigir obres corals a gran escala. Amb Wickenhauserová-Nerudová van organitzar actuacions de Mendelssohn (Salm 95 op. 46), Mozart (Rèquiem K. 626) i Beethoven (Missa Solemnis, op. 123) i obres de Dvořák i Smetana, per exemple. D'aquest període també són les primeres composicions de Janáček per a orquestra, Suita JW VI/2 (Suite per a corda, 1877) i Idyla JW VI/3 (Idil·li per a orquestra de corda, 1878). Una baralla que va originar Janáček va posar fi a la col·laboració entre els dos artistes el 1879.
Al mateix temps Janáček es dedicava a aprofundir la seva preparació teòrica a través de la lectura dels texts d'estètica de Josef Durdík i de Robert von Zimmermann i els de psicologia musical i fisioacústica de Wilhelm Wundt i Hermann von Helmholtz, cercant respostes científiques a algunes de les seves intuïcions sobre l'alliberament de l'harmonia de les rígides regles tradicionals. Més endavant, al seu diari, afirmarà haver estudiat a fons entre el 1876 i el 1879 aquests textos i haver extret la conclusió de què cada acord pot seguir un altre més enllà de les regles codificades de la concatenació harmònica, sempre que aquest procediment respongui a les exigències de l'expressió i de la comunicació amb el públic al qual fora destinada la música. Tenia la intenció d'aprofundir en el coneixement de la teoria de la música i la composició. Així i tot, al principi semblava que també volia millorar com a pianista i músic, ja que va començar a planificar estudis amb Anton Rubinstein a Sant Petersburg durant l'estiu de 1878, al qual fins i tot va redactar una carta que no va arribar al destinatari.

### Leipzig i Viena (1879-1880)

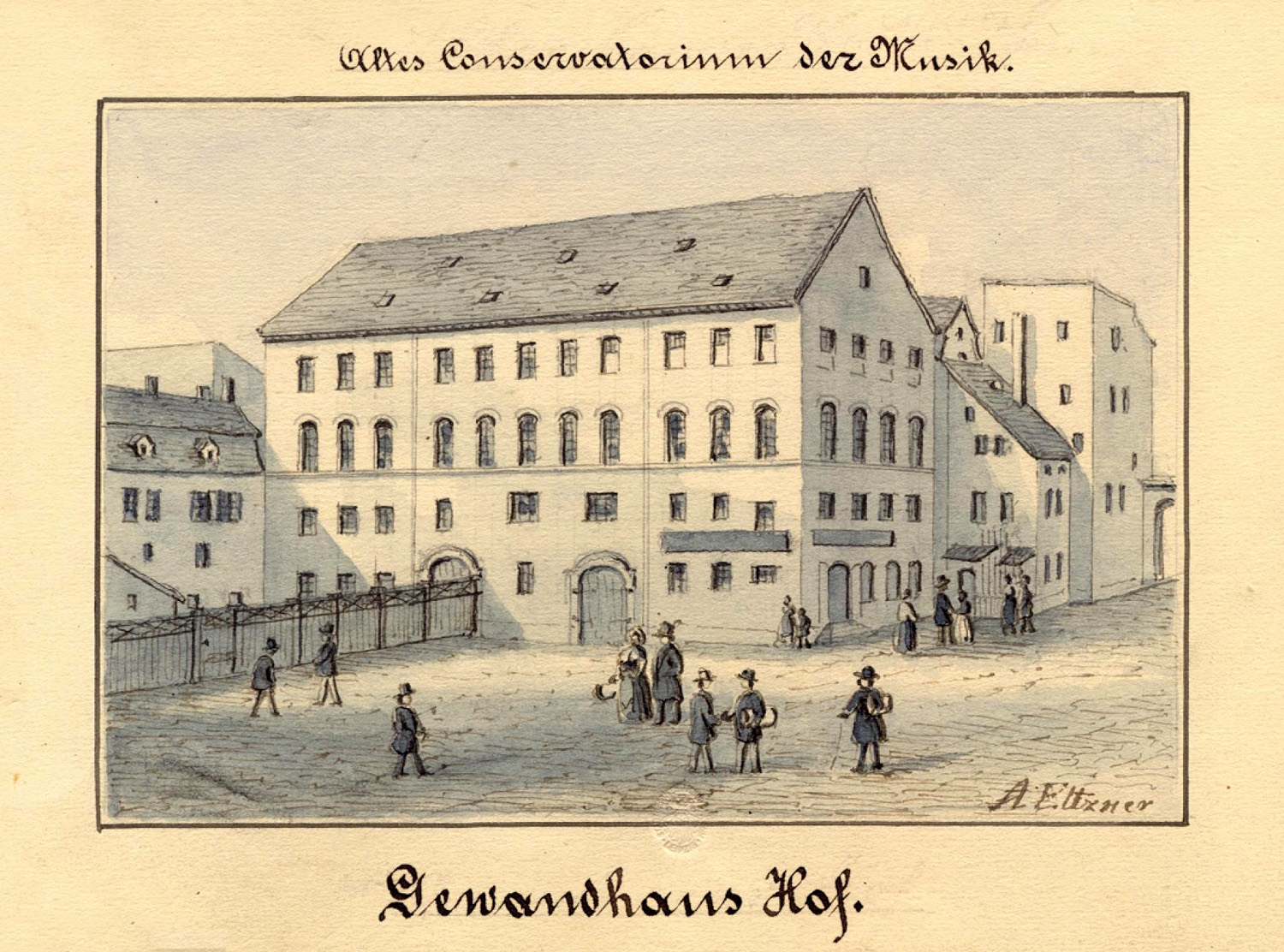
El Conservatori de Leipzig a l'època que hi va entrar Janáček

L'octubre de 1879 demana una excedència per marxar a Alemanya per estudiar piano, orgue i composició al prestigiós Conservatori de Leipzig. Just abans de marxar, Janáček va experimentar dos esdeveniments significatius que va influir en el seu futur. Va ser convidat a tocar en una cerimònia a Rožnov, als turons de Beskydy, a uns 20 km al sud de Hukvaldy i Janáček va quedar profundament impressionat per l'emoció d'aquesta celebració nacional, els vestits acolorits i els records de la natura de la seva joventut. L'altre va ser el creixent romanç amb Zdeňka, que només tenia catorze anys i era onze anys més jove que Leoš.
A Leipzig es trobà que la majoria dels professors eren d'edat avançada i encara estaven arrelats al Romanticisme. En aquest moment, harmonia i contrapunt era impartit per Oscar Paul, anàlisi de formes per Leo Grill, piano per Ernst Ferdinand Wenzel (amb 71 anys i endormiscat a les classes), orgue per Wilhelm Rust i cant coral per Heinrich Klesse. Janáček no estava entusiasmat amb els seus professors conservadors, però estava decidit a estudiar el programa d'estudi de tres anys en un any. Mentre, compon les anomenades Variacions Zdeňka, recordant l'amor que va deixar a Brno, com una forma d'anunciar el seu compromís a la seva promesa, que s'assembla a l'estil de Schumann. De fet, es coneix amb força detall les seves estades lluny de Brno per les cartes que va escriure a Zdeňka.
Finalment, insatisfet amb els seus professors, només sis setmanes després d'haver arribat, Janáček estava fent plans per traslladar-se a París per estudiar amb Saint-Saëns, però finalment va considerar molt més adequada Viena. Va marxar a finals de febrer de 1880 i després de passar la Setmana Santa a Brno va arribar l'1 d'abril de 1880 a Viena per seguir estudiant al Conservatori fins al 4 de juny. Va ser acceptat en el curs del segon any per estudiar piano amb Josef Dachs i composició amb Franz Krenn, que dos anys abans havien estat professors de Mahler.
De la mateixa manera que a Leipzig, Janáček també va abandonar les classes de piano a finals d'abril: Dachs era un mestre molt més exigent que Wenzel, i, a més, volia que el seu estudiant canviés la forma en què havia après a tocar a Leipzig. Amb Krenn va seguir cursos de perfeccionament en composició, direcció d'orquestra i estètica, ampliant encara més la seva ja vasta coneixença de la música europea, sobre l'evolució de la qual va estar sempre ben informat (va escriure: «puc dir que cap treball de la literatura musical moderna m'és desconeguda»). Durant aquesta etapa, oculta la seva posició contrària al Neoromanticisme de Krenn. També es presenta a un concurs del Conservatori amb una sonata per a violí (actualment desapareguda) que el jurat rebutja per considerar-la «massa acadèmica». A finals de maig va començar un quartet de corda després d'estudiar alguns dels quartets de Beethoven. Janáček es va sentir decebut i va deixar el conservatori el juny de 1880 per tornar a Brno, malgrat un informe personal molt elogiós per part de Krenn.
La seva formació musical es dirigia cada cop més cap a la composició, malgrat que Janáček no va produir cap obra durant els quatre anys següents al seu retorn a Brno a causa de les nombroses activitats organitzatives i pedagògiques que duia a terme al començament de la dècada dels anys 1880.
Durant la seva estada a Leipzig, Janáček no va mostrar gens d'interès cap a l'òpera. El baríton Angelo Neumann, que estava al capdavant de l'òpera de Leipzig en aquell moment, i Janáček no es van conèixer. Janáček sí que va assistir a concerts i a assajos de l'Orquestra Gewandhaus (i va escoltar, entre d'altres, el famós director Arthur Nikisch). Però no va assistir a cap de les òperes de Wagner (s'hi van representar totes menys Parsifal, que encara no havia compost). Alguns biògrafs de Janáček, com Honolka, creuen que Janáček no es podia permetre l'entrada a l'òpera. Wehnert veu raons ètniques en el seu antiwagnerisme per la seva consciència del seu origen eslau. A Viena sí que va poder escoltar un Wagner, i el 5 d'abril de 1880 va escriure a Zdenka que mai no compondria de la mateixa manera que Wagner.

### Retorn a Brno (1881-1887)

#### Recollida de cançons populars
El juny del 1880 va tornar a Brno on va fundar l'Escola d'orgue seguint l'exemple de Praga. La dirigiria fins a l'any 1919, moment en què va passar a ser el Conservatori de Brno. A part d'orgue, a l'escola també s'hi ensenyava cant i teoria, i Janáček a més del director també n'era el mestre de teoria. L'Escola d'orgue es va convertir en el projecte de tota la vida de Janáček i el camp de proves del seu pensament teòric musical.
El 1884, a la vigília de l'obertura del teatre txec de Brno, va fundar el periòdic Hudební listy per comentar les representacions del teatre i millorar la vida musical de la ciutat. El periòdic v tenir una vida de quatre anys. Janáček va continuar com a mestre de cor de la Societat Beseda i, des del 1886 fins al 1902, com a professor de cant al gymnasium del barri antic de Brno. Entre els anys 1885 i 1888, Janáček va estar immers en almenys deu tasques diferents, que incloïen la direcció de diversos cors i activitats de composició.
La seva tasca d'ensenyar cant al gymnasium, tot i ser menys rellevant, li va oferir l'oportunitat de treballar amb cançons populars, un element essencial per al desenvolupament del compositor i de la seva comprensió de la teoria musical. El director del gymnasium, František Bartoš pertanyia als continuadors més importants de l'obra del teòleg i poeta moravià František Sušil, que havia recollit cançons populars de Moràvia.

#### Casament

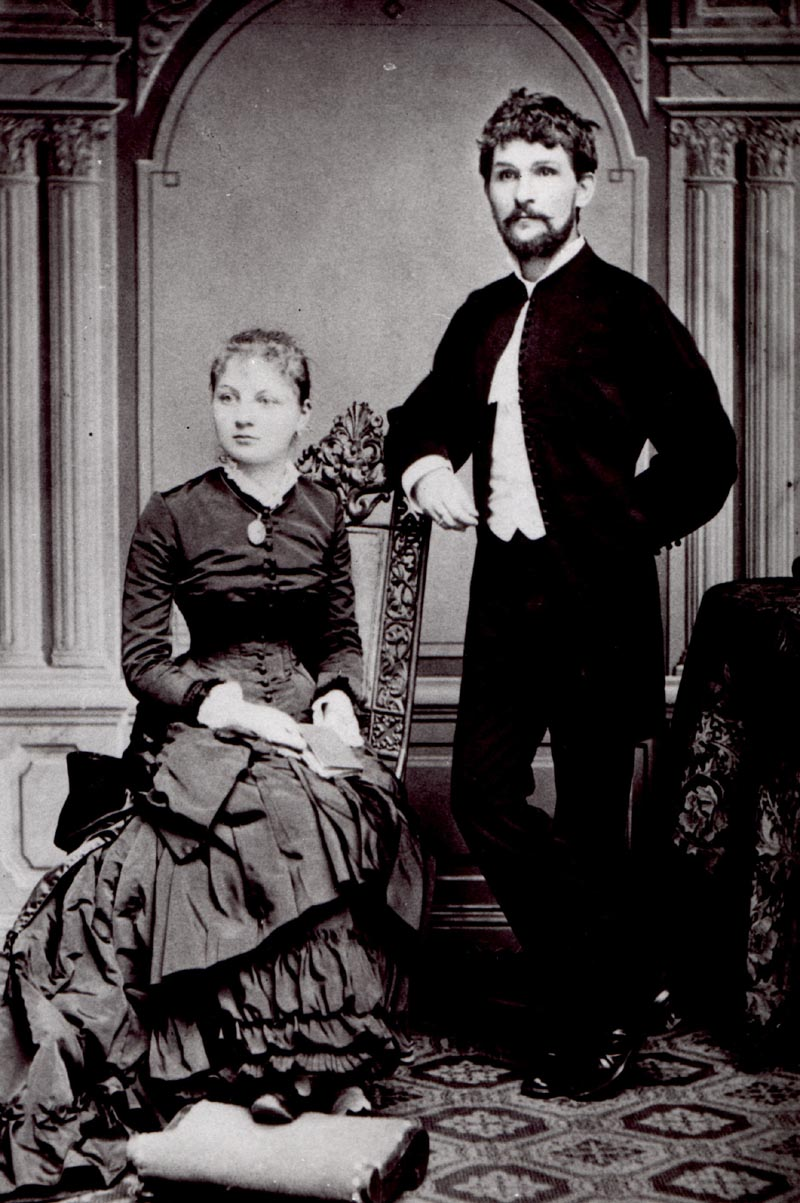
Leoš Janáček amb la seva muller Zdeňka Schulz

L'1 de juliol de 1880 ja havia anunciat el seu compromís amb Zdeňka Schulz, la filla del seu mestre d'escola. Amb només quinze anys, Zdeňka era maca, de cabells rossos i pell blanca, esvelta, més alta que Janáček. Nascuda el 1865, era filla d'un pare txec pare i mare alemanya que vivien a Brno. La família era d'índole i vocació germànica, sense massa respecte per la cultura eslava, com per exemple considerant el txec la llengua dels criats i l'alemany la llengua de la cultura i dels llocs de treball importants. Tot i així, aviat es va veure la parella en tots els esdeveniments socials de la minoria txeca de Brno.
Des del 1526 fins al 1918, Bohèmia i Moràvia van estar sota el domini dels Habsburg d'Àustria-Hongria. Les terres Txeques es van germanitzar cada cop més durant aquests anys; aquesta germanització va assolir el seu punt àlgid durant el regnat de Maria Teresa (1740-80) i Josep II (1780-90), els quals van implementar programes de centralització que van convertir l'alemany en la llengua oficial en les oficines governamentals i escoles. Abans de la Primera Guerra Mundial no hi havia cap regidor txec al govern municipal de Brno. Les autoritats tampoc autoritzaven cap escola pública en txec, ni tan sols permetien noms de carrers en txec. Socialment, hi havia una clara divisió entre el capital, que era identificat amb l'alemany, i el treball, associat al txec. Això va portar a que els empresaris i funcionaris fossin exclusivament alemanys, mentre que els treballadors, que principalment vivien als suburbis del voltant, eren d'origen txec.

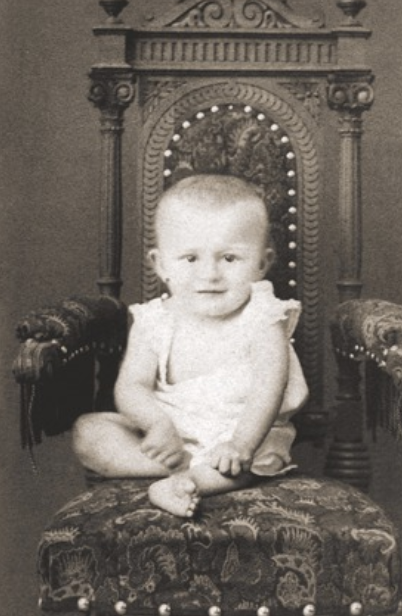
Vladimír Janáček, fill de Leoš Janáček, el 1889

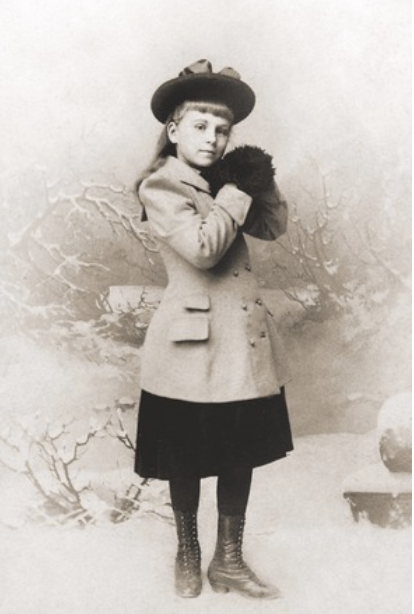
Olga Janáčková, filla de Leoš Janáček, el 1892

Janáček insistia en el fet que Zdeňka parlés només en txec. Però ella havia sigut escolaritzada en alemany i era l'idioma que parlava a casa seva. Ella no tenia cap problema en fer-ho, però l'actitud de l'àvia de Zdeňka, la senyora Schulzová, que considerava el txec com una llengua «només apta per als criats», va molestar profundament a Janáček. Zdeňka descriu al seu diari com durant el període de festeig, Leoš va decidir no parlar alemany amb la seva família i que fins i tot va haver de traduir el txec del seu promès a la seva mare de parla alemanya quan tothom sabia perfectament que Leoš parlava alemany amb fluïdesa.
El 13 de juliol de 1881 es van casar, quan a Zdeňka li faltaven dos mesos per complir els setze anys i ell en tenia vint-i-set. Els pares volien que la cerimònia es fes en alemany i Janáček s'ho va prendre com una afronta. Finalment ell va exigir que es fes en txec. La música va ser proporcionada per membres del Teatre Alemany de Brno; però Janáček es va vestir provocativament de negre, com els membres del patriòtic Moviment Sokol, una organització nacional que combinava activitats gimnàstiques i militars.
Notablement, a la dècada de 1880 i a la de 1890 va créixer l'aversió de Janáček cap a les institucions alemanyes. Molt probablement també, l'activitat folklorista de Janáček va enfortir aquesta actitud. A través de Hudební listy va criticar el consistori germànic per estar disposat a donar diners al teatre alemany, mentre que l'orquestra del teatre txec ha d'estar satisfeta amb instruments de mala qualitat.
La relació entre Janáček i la família es va anar deteriorant i Zdeňka sovint cridava. Van anar a viure al carrer Měšťanská (avui Křížová) al barri antic de Brno. L'amor es va anar apagant i el naixement de la petita Olga, el 15 d'agost de 1882, no el va fer reviure. Amb el naixement de la filla es van traslladar a la plaça Klášterní (avui Mendlovo), i hi van viure fins al 1910. L'antiga casa adossada que hi havia al mig de la plaça ja no existeix, va ser enderrocada a mitjan segle xx. El pis era bonic i gran. El mestre l'havia trobat ell mateix. Però a la plaça Klášterní no hi havia equipaments moderns actuals. A cada pis només hi havia una aixeta comunitària al passadís per a tots els arrendataris. En aquell moment no hi havia llum elèctrica a Brno i en aquest edifici no hi havia gas. Així només tenien làmpades de querosè, un gran progrés després de les espelmes. La casa era molt convenientment situada per al mestre. A l'altre costat del carrer hi havia el monestir, on ell era el director del cor, i es trobava a pocs passos fins a l'Institut d'Ensenyament a la riba del Svratka. En aquesta casa, Janáček va presenciar moments feliços i tragèdies familiars. Poc després del naixement, Janáček va dir que volia que la seva mare vingués a viure amb ells i, indignada, Zdenka va tornar amb els seus pares, emportant-se l'Olga amb ella. La fractura va durar dos anys, però es va convocar una treva l'estiu de 1884 i Zdenka va tornar.
El seu fill següent, Vladimír, va néixer el 1888. Era el nen tan esperat però quan tenia dos anys i mig va contreure l'escarlatina i va morir. Amb la seva mort el 9 de novembre de 1890, la resta d'afecte entre els pares també va marxar. Tot i experimentar tanta desgràcia, Janáček va compondre moltes obres aquí, per exemple, les òperes Šárka, L'inici d'un romanç, Jenůfa i Osud, la cantata Amarus, els cors masculins basats en els poemes de Petr Bezruč i el cicle de piano Per un camí esbarzerat.
En l'àmbit personal, el «fanatisme nacional de Janáček que limita gairebé la bogeria», per citar les paraules del seu sogre, va provocar la ruptura de les relacions amb la família de Zdeňka. En l'àmbit social, el va portar a un sentiment creixent d'eslavisme. Els primers signes concrets de la creixent russofília de Janáček són explícits a les seves crítiques de 1885 a Hudební listy, on critica que el teatre de Brno afavoreix la música russa i hauria de crear un repertori d'òpera eslava. En l'esperit de les tendències paneslaves de finals del segle xix, Janáček lluitava per aconseguir una música clàssica eslava en el futur, que es basaria en cançons populars de totes les nacions eslaves.

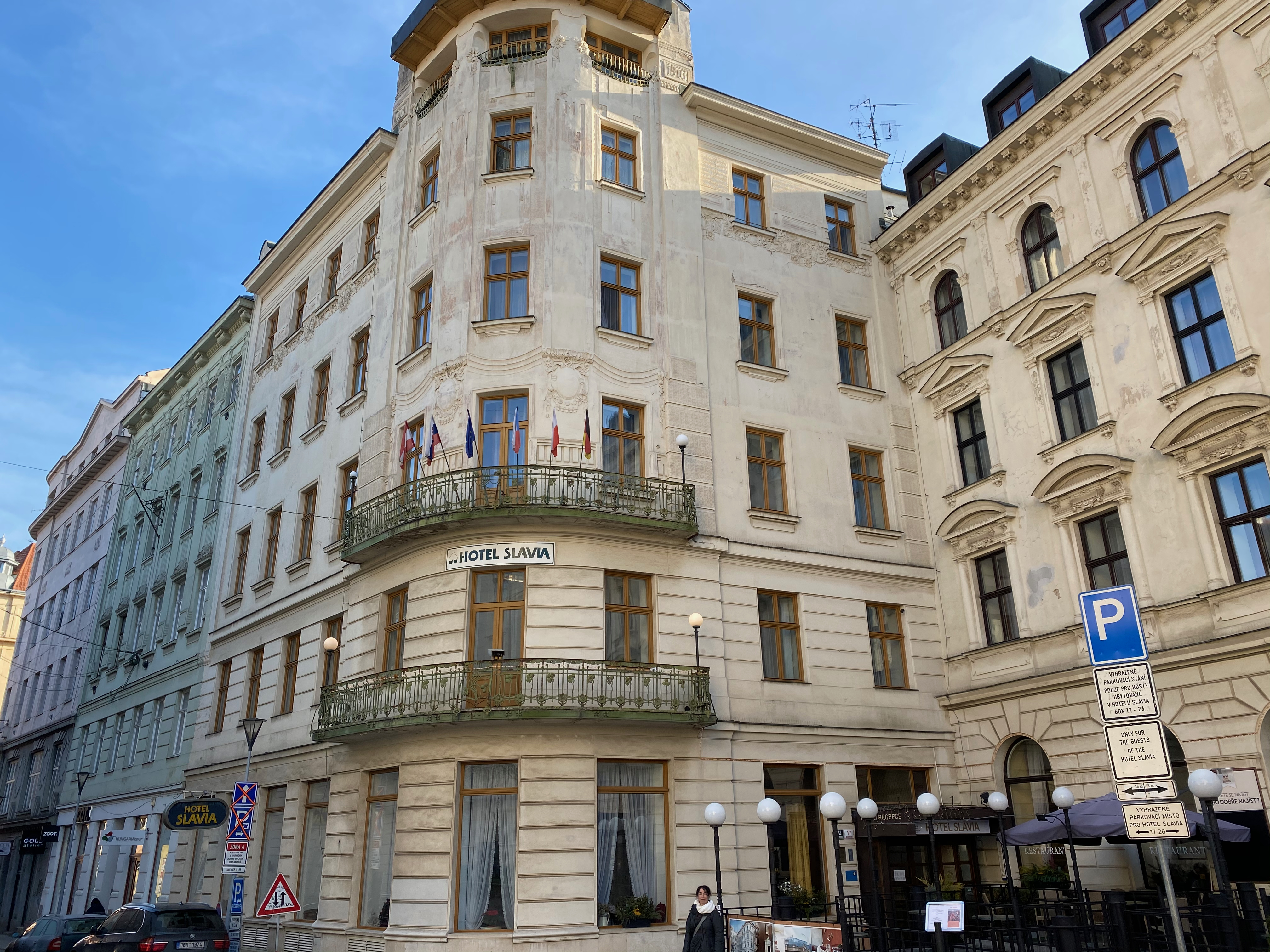
Hotel Slavia, a Brno

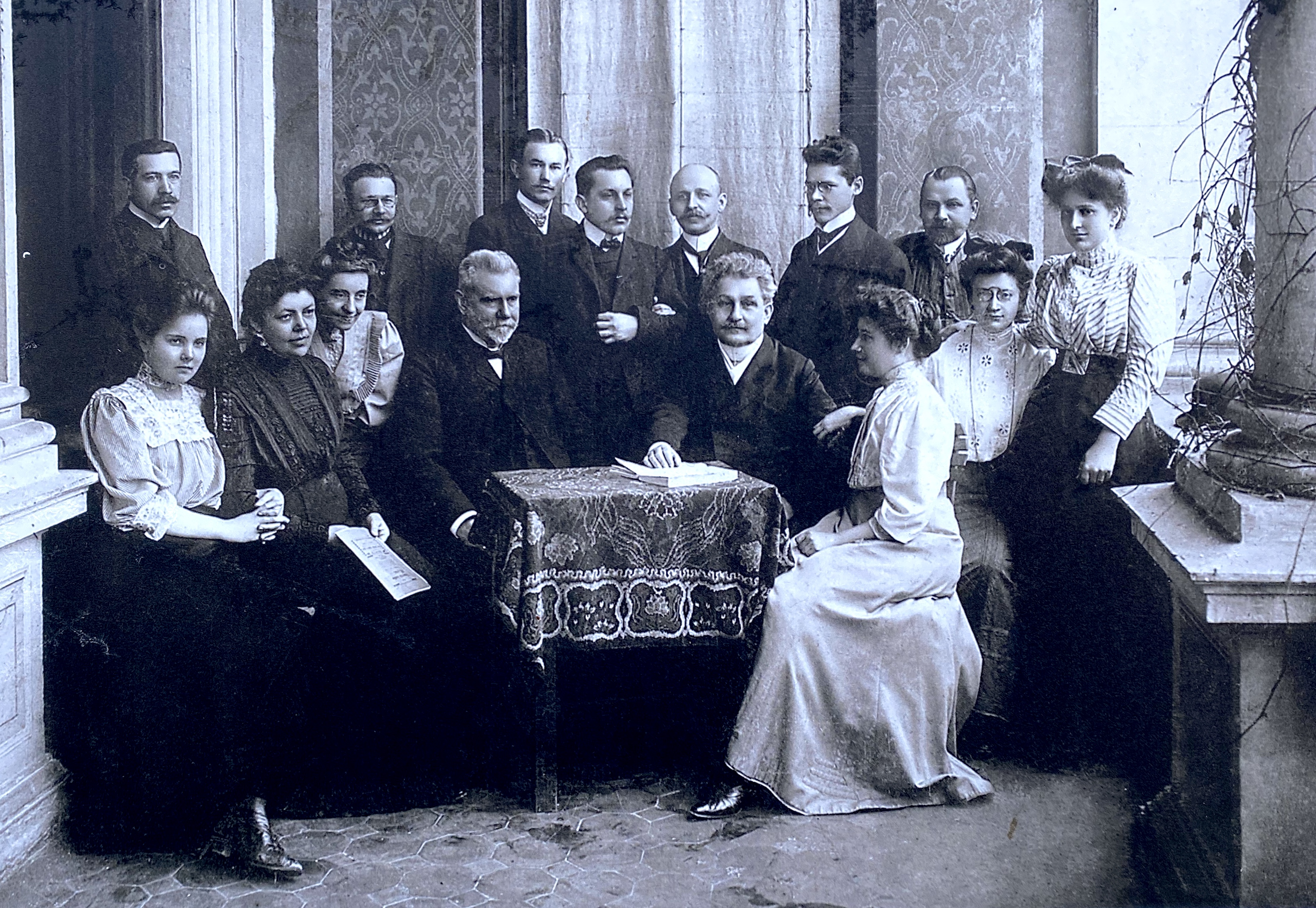
Leoš Janáček a l'Hotel Slavia amb el Cercle rus de Brno, que ell mateix va fundar

Els motius de la russofília de Janáček no eren polítics, actitud força estesa a Moràvia, sinó que eren culturals (literatura, música). Janáček ja havia estudiat la llengua russa quan va anar a estudiar a Praga el 1874. El 1898, dos anys després de viatjar a Rússia, Janáček va fundar el "Ruský kroužek v Brně" (Cercle Rus de Brno) en col·laboració amb els seus amics, el doctor František Veselý i l'editor Joža Barvič. A més, va assumir la presidència del club des de 1909 fins a 1915. L'objectiu del Cercle era estudiar la llengua i la literatura russes. La seva filla, Olga, va participar també al Cercle i el març de 1902 va visitar el seu oncle František a Sant Petersburg per estudiar rus. Quan va finalitzar la Primera Guerra Mundial, el departament de policia de Brno va enviar una carta al president del Cercle, Leoš Janáček, el març de 1915, en què es prohibia el funcionament de la societat que consideraven perillosa per a l'estat. Després de la independència de Txecoslovàquia, la societat va tornar a ser activa al començament de 1919, però només durant dos anys ja que havia perdut la seva importància antiga. Hospodine, pomiluj ny! ('Senyor, tingueu pietat de nosaltres!') va ser la primera incursió de Janáček en la música inspirada per Rússia, un filó que va resultar excepcionalment fructífer per a la resta de la seva vida.

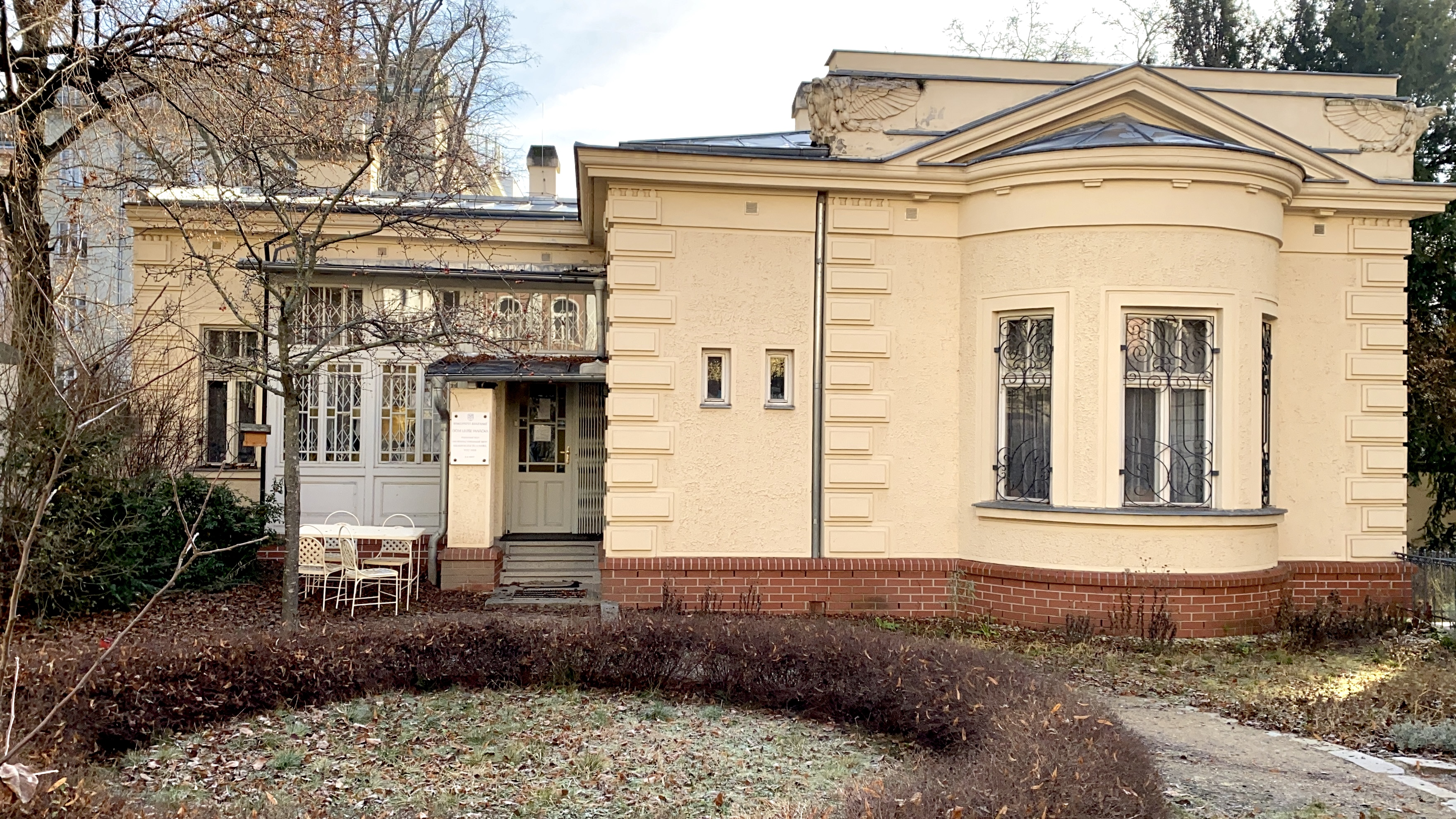
Casa de Leoš Janáček al costat de l'Escola d'orgue

La crisi familiar va arribar al seu punt màxim quan Zdeňka va retornar amb els pares durant un temps, però no es van arribar a separar mai completament, eren altres temps. La parella no va canviar d'adreça fins al 1910, quan els Janáček es van traslladar a una casa construïda al jardí de l'Escola d'orgue al carrer Kounicova on van viure la resta de la seva vida.

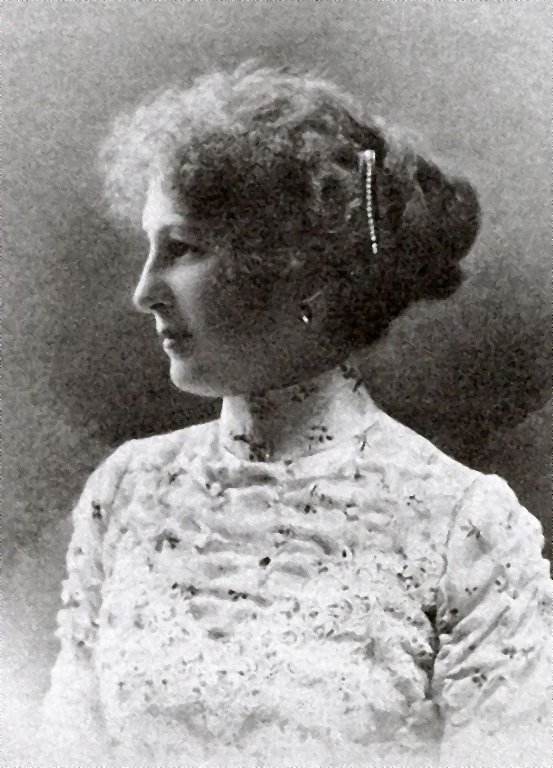
Retrat d'Olga Janáčková, la filla de Janáček

El més dolorós d'aquesta relació fou el destí d'Olga, la filla estimadíssima del seu pare, confident, amiga, deliciosa criatura que el comprenia com ningú, que va néixer el 1882 i va morir de febre tifoide el 1903, als vint-anys, poc després d'acabar el seu pare la primera gran obra de maduresa, Jenůfa, i abans que s'estrenés. Olga havia agafat la infecció a Sant Petersburg, on Janáček la va enviar a casa del seu germà per tal de trencar la seva relació amb un xicot per ell desagradable. Per a ella, Janáček va compondre una obra per a piano i tenor intimista, Elegia a la mort de la meva filla Olga. També hi ha records d'Olga a la bellíssima primera sèrie de Per un camí esbarzerat, per a piano sol.

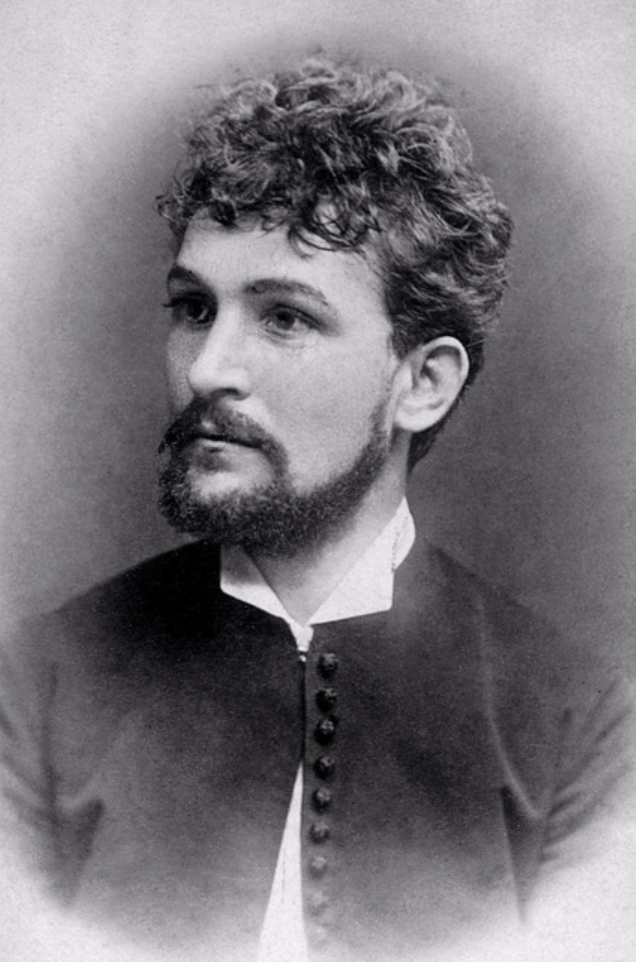
Leoš Janáček el 1882

Durant aquests anys a Brno, Janáček va estar molt ocupat. A més de posar en marxa l'Escola d'orgue, l'any 1884 va fundar la revista musical Hudební listy, propietat de la Societat Beseda, en la vigília de l'obertura del Teatre Nacional de Brno per comentar les actuacions del teatre i per millorar la vida musical de la ciutat. En una d'aquestes crítiques va deixar malament una òpera de Karel Kovařovic, fet que mai oblidarà i serà un dels motius del retard en les estrenes de les seves òperes a Praga, on ell era el director. També va continuar a partir de la tardor del 1880 com a mestre de cor de la Societat Beseda i del 1886 al 1902 com a mestre de cant a l'escola de la ciutat vella de Brno. En un moment determinat, es va veure immers en almenys deu activitats diferents, que van incloure la composició i la direcció de diversos cors Janáček va ser una personalitat artística i de promoció cultural extraordinàriament important per a Brno. Els crítics sempre va parlar molt bé de les seves habilitats com a mestre de capella i director d'orquestra. Janáček hi va ser professor de música, organista, director de cor, d'orquestra, pianista, escriptor original i columnista, autor de molts assaigs teòrics sobre la composició i la interpretació, col·lector de cançons i un organitzador actiu de la vida de la música a Brno. Els lectors van gaudir de les seves columnes enginyoses en Lidové, amb el qual va col·laborar des del primer número el desembre de 1893. Va començar a contribuir com a crític musical a Moravské listy, que més tard s'incorporaria a Pozor d'Olomouc i va esdevenir un nou diari anomenat Lidové noviny. Va escriure gairebé setanta crítiques, moltes de les quals van ser signades per un triangle. Les columnes expressaven sovint les idees de Janáček sobre la música; també va escriure sobre les seves experiències de viatge, de la seva passió per la recollida de melodies de llenguatges populars, sobre les seves impressions de Laquia, Brno, etc.
Com a director de l'Escola d'orgue, va preparar el pla d'estudis i sense descans va recaptar fons per poder assumir l'augment permanent del nombre d'alumnes. Durant la seva gestió (1881-1919), més de 1.300 estudiants van passar per l'escola. Janáček s'encarregava de gairebé tot: de la gestió administrativa, artística, així com de la formació tant del professorat com dels alumnes, amb la teoria de l'harmonia i altres temes. Sota la seva direcció, de l'escola van sortir excel·lents personalitats musicals.
La seva primera composició important, un pecat de joventut romàntic influït per Smetana i, sobretot per Dvořák, fou l'òpera en tres actes Šárka, sobre el mateix tema que l'homònim poema simfònic de Smetana. Composta el 1887 i inspirada en una llegenda popular escrita per l'escriptor i poeta simbolista txec Julius Zeyer, Šárka serà revisada pel compositor molts anys després, per ser estrenada en una nova versió a Praga el 1924. Zeyer va escriure el llibret amb l'esperança que Dvořák el convertiria en una òpera, però aquest la va refusar. Janáček va compondre l'òpera sense comptar amb el permís de Zeyer, convençut que no hi hauria cap problema perquè aquest l'acceptés, però es va equivocar i el llibretista es va negar en vida a concedir l'autorització pertinent, de manera que l'òpera va quedar arxivada i oblidada.
Janáček va fer un primer esborrany que va ensenyar a Dvořák. La seva resposta fou «més melodia». Després de fer una revisió tenint en compte les crítiques de l'ancià compositor, la va mostrar a Zeyer. No és sorprenent que, decebut per les vacil·lacions de Dvořák, Zeyer considerés a Janáček un pobre substitut i retingués el permís del llibret. El compositor no va completar mai l'obra, però, després de l'èxit de les seves òperes posteriors, Šárka va ser revisada i orquestrada de forma completa juntament amb el seu deixeble Osvald Chlubna.
Janácek sempre va estimar i defensar la seva primera i desgraciada òpera, escrita amb trenta-tres anys entre gener i agost de 1887 i destinada a escenificar-se només trenta-vuit anys després. És la primera composició teatral d'un músic amb una formació musical, coral, eclesiàstica, simfònica, folklòrica, que no va comprendre l'òpera. És curiós descobrir que un dels majors operistes del segle xx no va veure cap òpera durant els primers vint-i-cinc anys. Els primers autors que va conèixer foren Cherubini, Gounod, Verdi, Smetana. No estava interessat en la reforma de Wagner, sinó en la música de Tristan, de la qual va publicar una anàlisi precisament el 1885, quan va decidir escriure també per al teatre.

### Recerca folklòrica amb Bartoš (1888-1894)

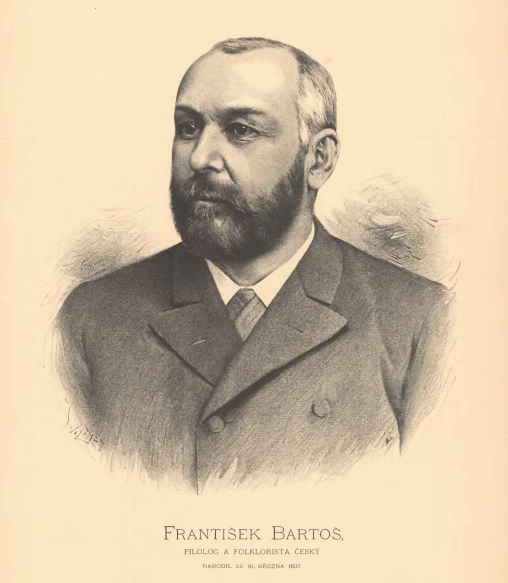
L'etnomusicòleg František Bartoš va fomentar l'interès de Janáček en les cançons tradicionals moravianes, que van influir en les seves composicions musicals

Avançada la dècada del 1880, Janáček va intensificar l'activitat com a director de cor i d'orquestra, dedicant-se principalment a l'execució d'obres d'autors contemporanis. A la vegada, va aprofundir en l'estudi de la seva nova harmonia i encetà una recerca sistemàtica del folklore de Moràvia, recollint i analitzant les melodies amb el seu amic i col·laborador František Bartoš, disset anys més gran que ell i continuador de l'obra de František Sušil. Bartoš i Janáček van formar una parella anterior i semblant a la de Bartók i Kodály.
El 1888, Janáček i Bartoš van emprendre la seva primera expedició de recopilació a la zona de Hukvaldy, marcant la primera visita de Janáček al seu poble des de la seva infància. Durant aquesta experiència, Janáček es va especialitzar en la notació i la recopilació de cançons populars, tot dedicant-se a observar les danses que acompanyaven les melodies en el seu entorn autèntic i espontani. A més, va transcriure els acompanyaments de cornamuses i címbals.
Aviat, el treball de Bartoš i Janáček va donar lloc a la publicació de les cançons populars recopilades. El 1882 Bartoš ja havia publicat la col·lecció Nové národní písně s nápěvy ('Noves cançons populars amb melodies'), l'anomenada Bartoš I. La seva cooperació va produir les col·leccions Bartoš II (1889) i Bartoš III (1899–1901) i el 1890 el Kytice z národních písní moravských, Slovenských i českých ('Cançons populars de Moràvia, Eslovàquia i Bohèmia', 195 cançons no acompanyades). En les introduccions de les col·leccions de 1889 i 1899 a 1901, Janáček va examinar les característiques musicals de les melodies moravianes. En la presentació del llibre Bartoš III (Národní písně moravské nově nasbírané, 1899–1901), Janáček planteja una idea que més tard esdevindrà fonamental en la seva teoria sobre les melodies del discurs o de la parla: «Tot i que la forma d'una cançó popular no s'hauria desenvolupat a partir de la parla, com a mínim el començament de cada cançó popular té el seu origen en la tonalitat.»
L'entusiasme de Janáček per la música popular, que es va desenvolupar en el seu primer viatge amb Bartoš, va ser tan imparable que de sobte va interrompre el seu estil romàntic nacionalista de composició. Amb l'excepció d'alguns cors i un breu Adagio per a orquestra, la producció creativa de Janáček entre 1888 i 1893 va estar totalment en la línia de la música popular moraviana. Les va utilitzar per exemple en les Lašské tance (Danses de Lašsko, 1889-1890), imitant les Danses eslaves de Dvořák. Continuaran les composicions influïdes per aquest llegat, seguint decididament el camí cap a Žárlivost (Gelosia, 1894 que havia de ser l'obertura de Jenůfa), Hospodine, pomiluj ny (Senyor, tingueu pietat, 1896, per a quartet solista, cor mixt doble, orgue, arpa i metalls), Amarus (1898), Otče náš (Pare nostre, per a solistes, cor i piano, 1901).

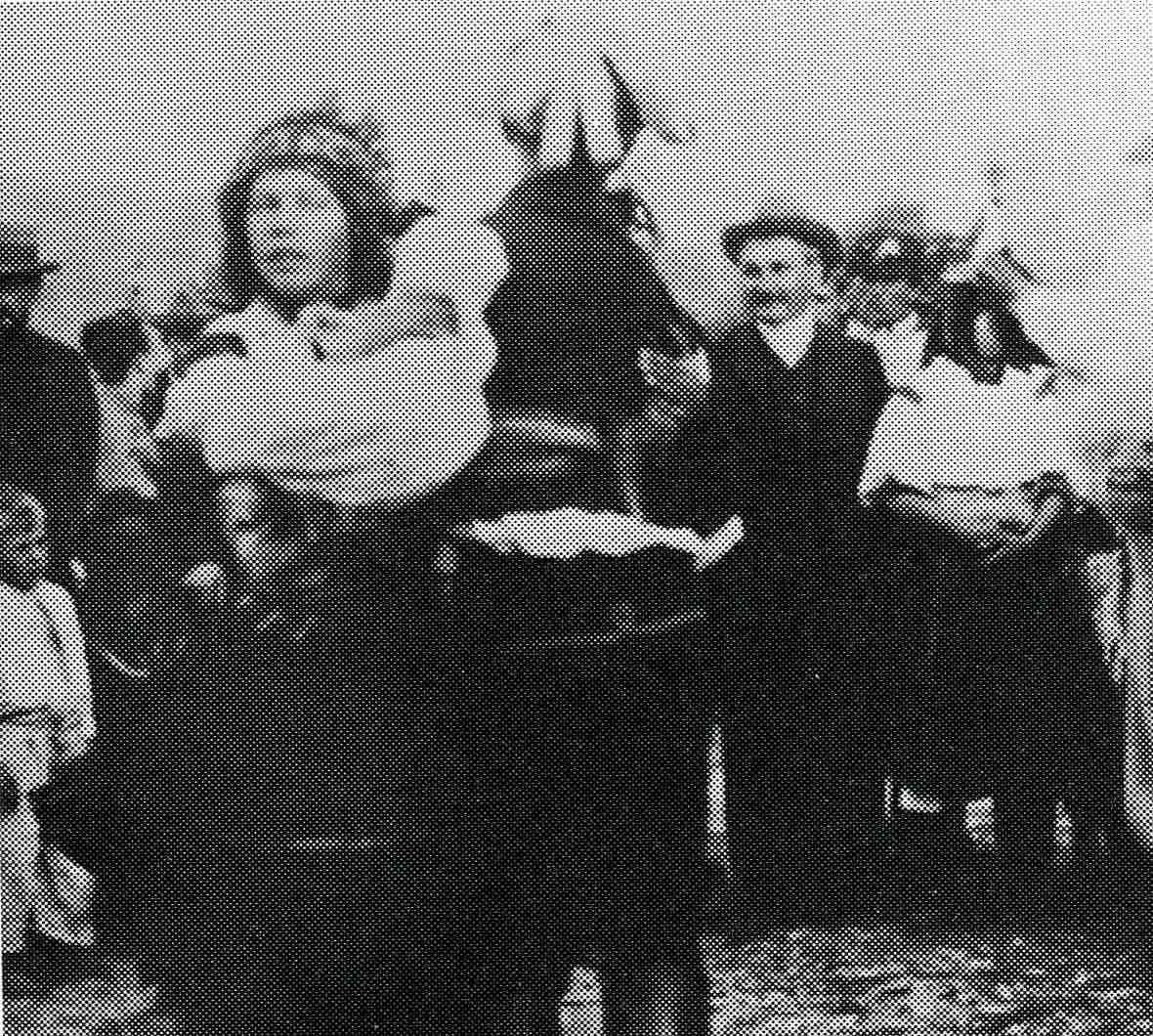
Janáček recollint cançons populars, 19 d'agost de 1906 a Strání

Amarus és una cantata que narra la història d'un jove monjo que, tancat des de petit en un convent, observa dos enamorats un dia de primavera i descobreix el sentit de l'amor, de la natura i de la vida que li són negats i, desesperat se suïcida sobre la tomba de la seva mare. Amarus significa un final i un principi d'etapa, és la primera obra del Janáček modern, és el final del període de folklore del jove Janáček, productes efímers de l'escola de Křížkovský, i el principi de la lenta gènesi de Jenůfa.
D'aquesta pràctica folklòrica i de la parla del carrer, aviat Janáček n'extreu una important lliçó: cada paraula o frase, en la parla, té una «corba melòdica» o una «melodia discursiva», que ell utilitzarà en el seu mètode de composició. Aquest principi s'aplica no només a la parla humana, sinó també als grunyits dels animals i als cants dels ocells.
La reputació de Janáček va créixer especialment en els cercles musicals de Praga, però només com a folklorista. La seva activitat com a compositor va trigar a ser reconeguda: quan el 1891 va ser representat al Teatre Nacional de Praga el seu ballet Rákoš Rákoczy, Janáček va ser descrit per la premsa com «una autoritat reconeguda en el cant popular, com a catalogador i arranjador, però quant a la composició i teoria musical, un innovador massa excèntric.»

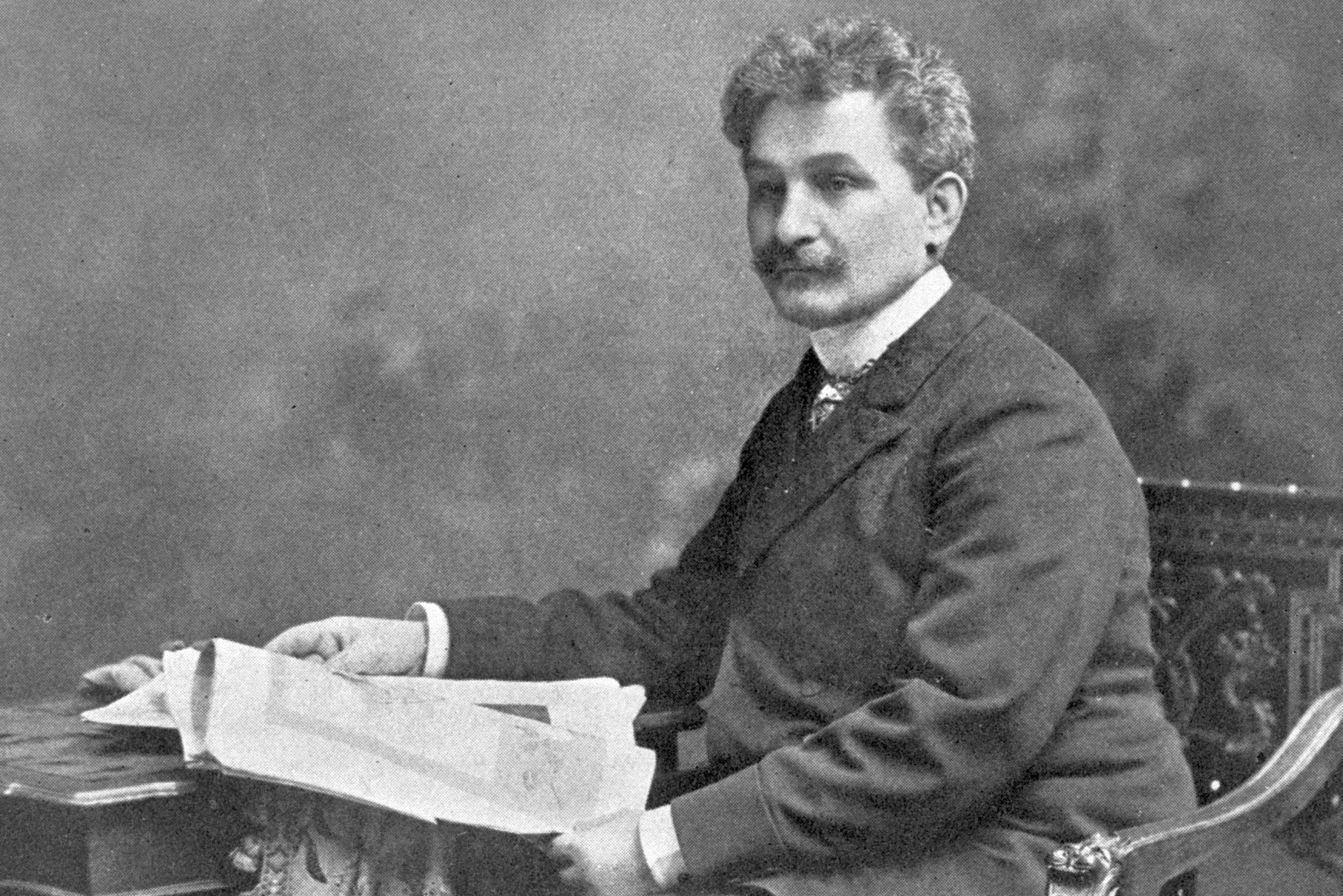
Janáček al voltant de 1890

L'inici d'un romanç és la segona òpera de Janáček, però la primera que es va estrenar el 10 de novembre de 1894. Es tracta d'una òpera còmica d'ambient rural en un acte que sol posar-se en relació amb altres similars de Dvořák i en què el camí del nacionalisme descendeix des del mític de Šárka al terreny més popular. És la primera òpera en què comença a usar materials folklòrics en la seva creació dramàtica.

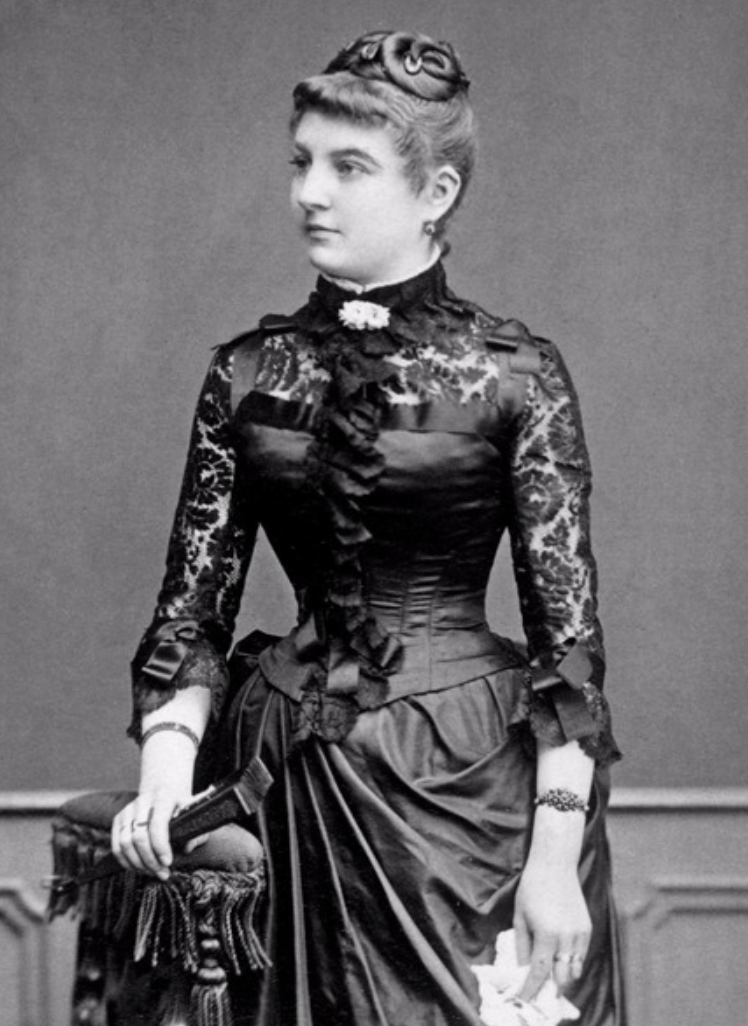
Zdenka Janáčková el 1885

Fins al 1906 Janáček es va dedicar principalment a la recerca folklòrica, que també va inspirar el seu treball creador, profundament lligat als cants i a les danses de Moràvia. Alhora, el seu creixement intel·lectual i artístic coincidia amb l'època en què Tomáš Masaryk, que després seria president, estava influint en la lluita antiimperialista de la burgesia de Praga. Aquesta influència exercida en clau realista i naturalista sobre els artistes del ressorgiment txec els va ajudar a alliberar-se de l'idealisme i el romanticisme alemanys. L'adhesió al moviment de Masaryk confereix al treball de Janáček un significat patriòtic i democràtic més clar. També la música russa va exercir sobre Janáček una important influència, havent fixat des de ben aviat la seva atenció sobre la figura de Txaikovski. Un viatge decisiu a Polònia i Rússia el 1896 afavoreix el seu acostament a la música de Mússorgski, que el colpeix per la seva forta i autèntica inspiració nacional. Així mateix, el contacte amb els nacionalistes russos i polonesos incrementa el seu interès per l'eslavisme populista i antiburgès, del qual se sent ben a prop a conseqüència de la situació del seu país.
El 1894 va organitzar la secció musical moraviana a la Mostra etnogràfica de Praga, i el 1901 va ocupar-se de l'edició d'un recull de 2.057 cants moravians. Paral·lelament, es va dedicar als seus predilectes estudis sobre el llenguatge dels sons, publicant algun assaig per l'Acadèmia Txeca de les Ciències i les Arts i, el 1897, el volum La composició dels acords i la seva resolució. Aquesta monografia, que recull els resultats d'anys de recerca, serà reelaborat per l'autor fins a esdevenir el vast Tractat complet d'harmonia, publicat el 1913, en el qual va formular de manera orgànica les seves teories innovadores.

### Jenůfaho canvia tot
Els estudis a Leipzig i Viena no van portar cap solució a la recerca d'un estil propi, com tampoc ho va fer el període folklorista de Janáček. Les òperes L'inici d'un romanç (1891) i Jenůfa (1903) representen dos mons totalment diferents. Hi ha un tercer factor que podria explicar la diferència entre el «vell» i la «nou» Janáček. Aquest tercer factor és l'interès en les melodies de la parla, però, aquest no hauria aparegut sense l'activitat folklòrica de Janáček, que va culminar amb l'exposició etnogràfica de Praga el 1895. És en aquesta època en què es poden trobar les primeres anotacions sobre melodies de veu de Janáček.

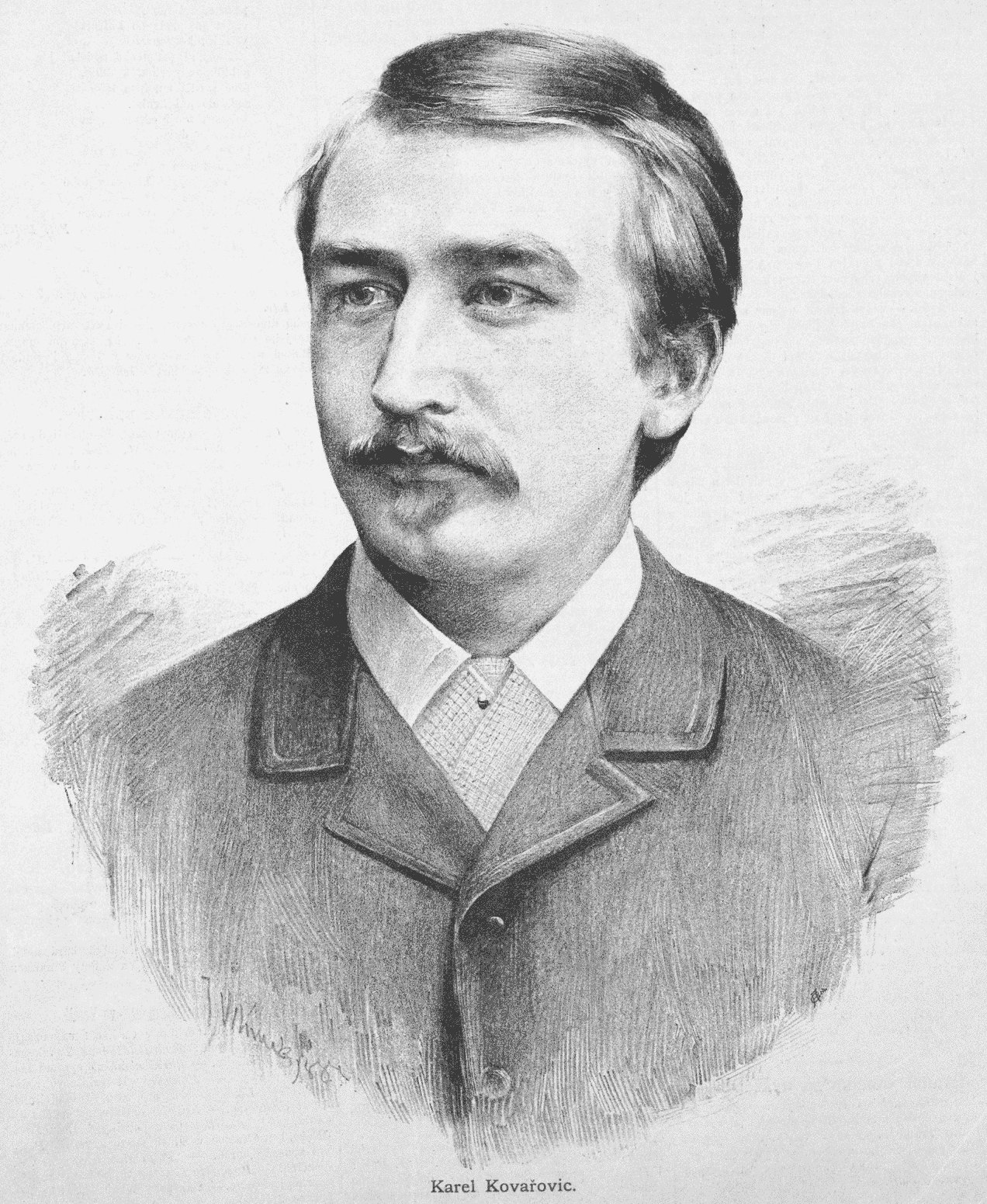
Karel Kovařovic va retardar l'èxit de Janáček vetant fins a l'any 1917 l'estrena de Jenůfa a Praga

Del 1894 al 1903 Janáček compon Jenůfa, una òpera que a l'època de la seva estrena a Brno (21 de gener de 1904) no va suscitar massa interès, però que amb els anys va gaudir d'un clamorós increment de la seva estima. Aquesta va ser la seva primera obra totalment característica, la primera que reflectia plenament el seu estil personal, i això el va separar encara més de la resta de compositors durant més d'una dècada, fins a una edat més avançada de la seva vida, molt més enllà dels seixanta anys.
Jenůfa ho canvia tot. Janáček proclama amb determinació el seu rebuig a les concepcions romàntiques i la seva voluntat de pertànyer a un món ideal i moral on es respectin els drets humans, sobretot dels més humils i indefensos. Amb aquesta tercera òpera, Janáček comença a emergir com el gran compositor modern. Adopta definitivament la prosa i escriu personalment el llibret basat en un relat de Gabriela Preissová. Al mateix temps, s'allunya del model d'òpera amb escenes tancades i crea una textura vocal i instrumental contínua, treu els duos, els conjunts, i dona pas al monòleg, la conversa i el cor d'òpera simbòlic. El cor transmet significats simbòlics, com més endavant ho faria a La guineueta astuta («el bosc»), a Kàtia Kabànova («el Volga»), El cas Makropoulos («la humanitat») i en última òpera De la casa dels morts («la pesada respiració dels presoners»). Utilitza temes populars, però lluny de ser una col·lecció d'aquests temes, utilitza l'ambient modal i rítmic d'aquests per compondre una música altament personal.
La dificultat d'aquest canvi es reflecteix en els nou anys de gestació i en què, després de l'estrena el 1904, la revisa el 1908. El 1904, Janáček tenia quaranta-nou anys. Era una edat avançada de composició per a algú que havia d'arribar a ser considerat un dels grans compositors d'òpera del segle xx. De les dues òperes que ja portaven el seu nom, la primera Šárka no es va poder estrenar per culpa d'un poeta obstinat, i la segona L'inici d'un romanç era essencialment un popurri d'arranjaments de música popular i que es va retirar després de només quatre actuacions al Teatre Nacional de Brno, el 1894. Quan la cortina finalment es va aixecar en la seva nova òpera, Jenůfa, el 21 de gener 1904 al Teatre Nacional de Brno, tot i que la representació va tenir els seus defectes, va aconseguir un èxit local tant de públic com de crítica. Les cròniques de Praga varen ser menys favorables.
Jenůfa va ser la primera òpera a entrar en el repertori regular, tant en el mateix país del compositor com a l'estranger, i continua sent la més coneguda. Però en el moment de la seva estrena, Janáček encara era pràcticament desconegut fora de la seva Moràvia natal. Van haver de passar una altra dotzena d'anys fins a arribar a la producció de Praga (maig de 1916), i això només després d'una sèrie d'extenses revisions a l'òpera pel mateix Janáček, així com de noves retallades i retocs de l'orquestra fetes pel director de Praga Karel Kovařovic.
Janáček no només va ser un compositor de maduresa tardana, també va ser un creador deliberadament mantingut al marge, per l'enveja i el ressentiment d'un grup de Praga capitanejat per l'excel·lent director d'orquestra i lamentable compositor Karel Kovařovic. Kovařovic no va ser capaç d'oblidar certes ressenyes negatives del Janáček articulista davant la seva òpera Ženichové (El nuvi, estrenada a Praga el 1884), i va utilitzar el seu poder a Praga per bloquejar l'estrena de Jenůfa fins al 1917. Jenůfa va ser l'obra amb la qual Janáček va trencar per primera vegada els esquemes de la vida musical de Praga i més tard també dels escenaris d'òpera de tot el món. Gràcies a Charles Mackerras, que va revisar el manuscrit, es va recuperar Jenůfa en tota la seva autèntica expressió, amb les seves textures intenses i sonoritats agudes.

### El destí: Modernisme

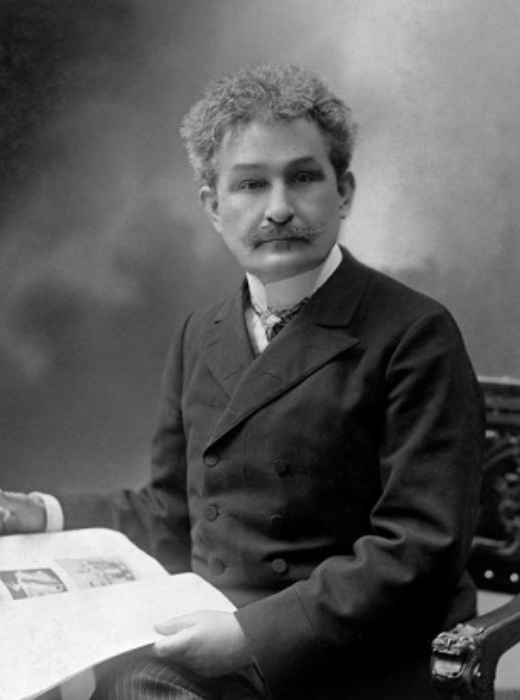
Leoš Janáček el 1904

Un cop acabada Jenůfa, Janáček va iniciar la recerca d'un tema per a la següent òpera. Aquests plans es van veure afectats per la tensió provocada per la mort de la seva filla Olga el 26 de febrer de 1903. Janáček havia sentit la nova òpera Louise de Charpentier al Teatre Nacional de Praga. Va ser captivat pel fet que contenia melodies populars, una representació vívida de l'escena urbana, i també pel fet que Charpentier havia escrit personalment el llibret i va anomenar l'òpera un "romanç musical".

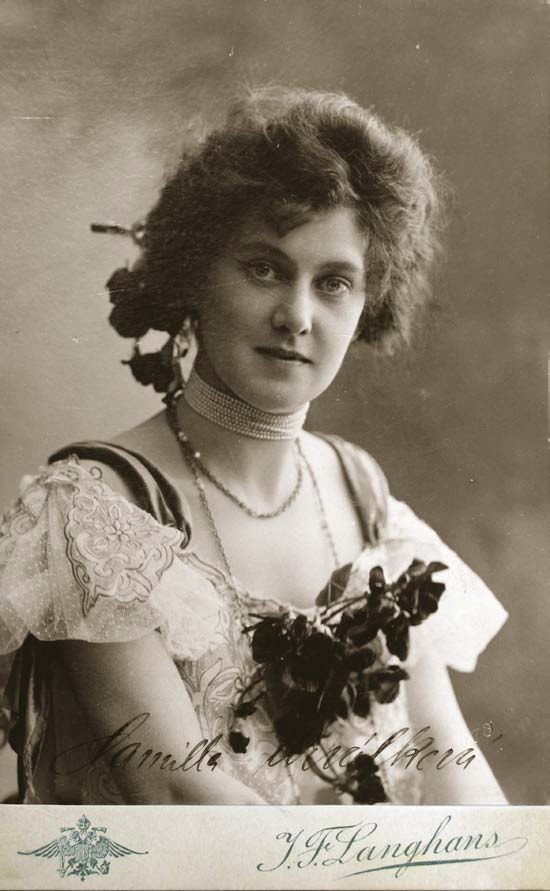
Kamila Urválková. Es van conèixer a Luhačovice i va ser la inspiració per la nova òpera

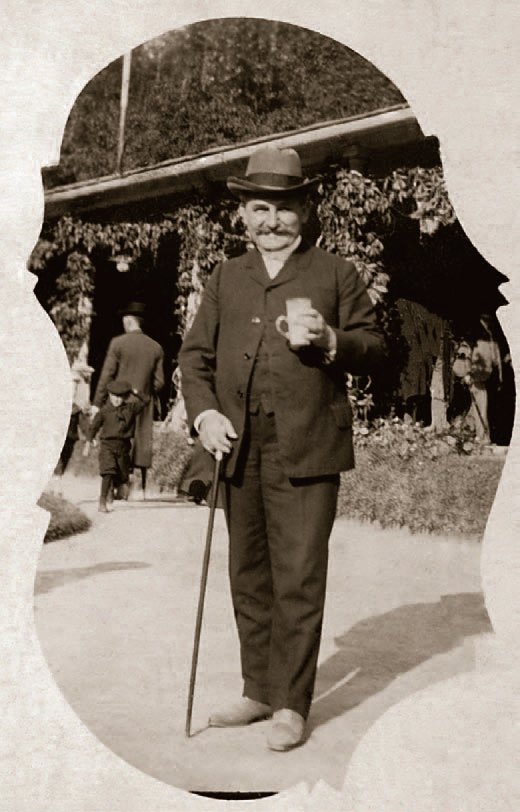
Janáček a Luhačovice (1906)

Una estada de tres setmanes al balneari moravià de Luhačovice l'agost de 1903, finalment, va oferir un entorn concret per a la nova òpera. A Luhačovice (que es convertiria en el complex de vacances favorit de Janáček fins a la seva mort), Janáček va conèixer Kamila Urválková, de Praga. Urválková va oferir a Janáček una inspiració per a una nova òpera quan li va parlar de la seva recent relació amb el compositor i director d'orquestra de Praga Ludvík Čelanský. Després de trencar aquesta relació, Čelanský havia escrit una òpera el 1897 en un acte, Kamilla, que es va representar al Teatre Nacional. Urválková va considerar l'òpera com un insult i Janáček va pensar en una nova òpera en la qual ella apareixeria d'una manera més favorable. Per això es parla que és semiautobiogràfica. Però l'elaboració de la peça s'allunya tant de la vida de l'autor com de la inicial intenció de reivindicar a Kamila. De fet, Janáček, que també és l'autor del llibret, reflexiona sobre la creació musical (amb el protagonista com a compositor), sobre la complexitat de la paternitat humana i les altres relacions afectives i familiars. Tot això es presenta amb una modernitat psicològica i d'idees que va provocar el rebuig de tots els teatres, però al mateix temps es reflecteix en una música profundament personal, que no es pot comparar a res més.
Durant la tardor de 1903, Urválková i Janáček van iniciar una correspondència intensa, que es va aturar aviat per desig del marit de Kamila. La darrera carta de Janáček a Urválková va ser enviada des de Varsòvia el 20 d'abril de 1904, mentre ell estava negociant la direcció del conservatori.

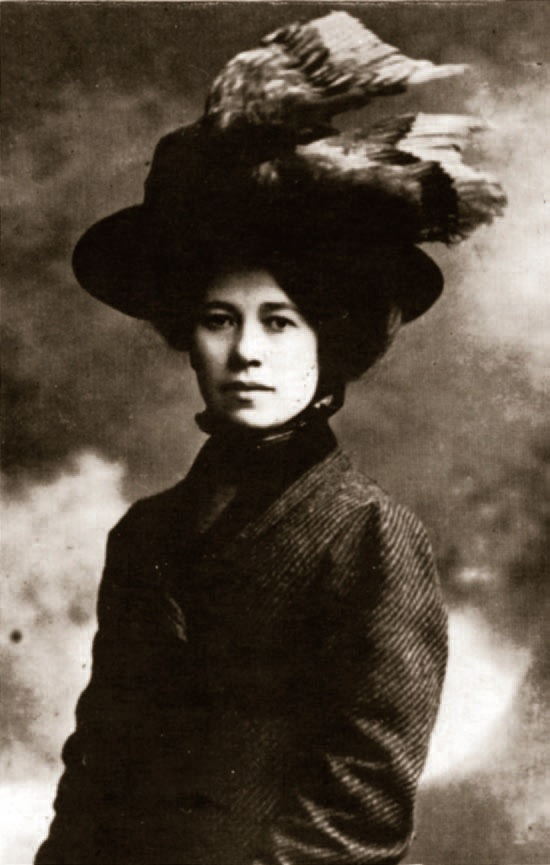
Fedora Bartošová, jove escriptora, autora del llibret dEl destí

D'acord amb una carta enviada a Kamila Urválková, Janáček va començar a treballar en Osud (El destí) després del 9 d'octubre de 1903, quan ja havia enviat Jenůfa al Teatre Nacional de Brno. En la mateixa li diu que està buscant un llibretista que escrigui un text «modern, ple de vida i elegant». Janáček havia delineat l'argument en una prosa directa, i el novembre de 1903 va fer arribar el text a Fedora Bartošová, una jove escriptora i mestra d'escola de 20 anys, que havia estat amiga de la seva filla Olga, perquè el convertís en un llibret en vers «de caràcter puixkinesc, com el que s'utilitza a Oneguin». El llibret va patir moltes transformacions arran d'una profunda revisió de l'òpera l'any 1906, fins i tot amb l'eliminació de personatges i amb la reescriptura total del segon acte.
Amb El Destí, Janáček deixa de banda l'enfocament popular per explorar camins de modernitat que, en aquest cas, s'enfonsen en un psicologisme influït per Freud i en una estètica que potser fins i tot insinua una certa influència surrealista. Una vegada més, el camí no va ser fàcil i l'obra només es va poder sentir, en versió radiofònica i ja mort el compositor, el 1934 a Brno. No s'estrenaria a la mateixa ciutat fins al 25 d'octubre del 1958.
Mentrestant, Jenůfa seguia sent rebutjada pel Teatre Nacional de Praga. El director de l'òpera, Karel Kovařovic, la va descartar "pel seu propi bé", segons les seves pròpies paraules, amb l'explicació que hi havia errades tècniques en la partitura. El destí va rebre el mateix tracte. A través dels contactes del seu amic Artuš Rektorysl, Janáček tenia l'esperança que la seva òpera es duria a terme al recentment obert Teatre Vinohrady (obert el 1907), que va ser després del Teatre Nacional el segon teatre txec més important de Praga. El seu director Ludvík Čelanský estava interessat en l'obra, però al director del teatre no li agradava el llibret. Janáček va buscar ajuda, sense resultats, a partir de diversos amics, entre ells l'escriptor i crític literari František Skácelík.
Al Teatre Vinohrady la partitura també va quedar encallada i només arribaven promeses que no es complien. A més, el teatre era el propietari dels drets de l'òpera, tant de la música com del llibret i, per tant, tampoc podia realitzar-se a Brno. Després d'anys d'espera Janáček va demandar al teatre, però el cas mai va arribar a res. Fins i tot anys després Max Brod va estar disposat a tornar a escriure el llibret, però Janáček es va oblidar de la peça que no es va dur a terme fins al 1934 a Brno, després de la mort del compositor. A causa d'aquests esdeveniments la creença de Janáček en la seva música va quedar profundament sacsejada. Aquest estat d'ànim es revela en el nom de la seva composició per a piano, En la boira (V mlhách, 1912), inspirat per Debussy i que en general es considera que reflecteixen els estats d'ànim psicològics del compositor.
Després de la decisió negativa del Teatre Nacional de Praga d'interpretar les seves òperes Jenůfa i Osud, Janáček va pensar que podria trencar la inèrcia amb Anna Karènina de Tolstoi en els escenaris de l'òpera russa. El gener de 1907, va començar a escriure esbossos operístics basats en la segona part de la novel·la. D'aquests es desprèn que pretenia compondre-la directament del text rus. El Primer Quartet de corda de Janáček (Sonata a Kreutzer, 1923), que té els seus orígens en aquest període, està inspirat en Tolstoi. Es basa en els motius del trio de piano que Janáček va començar el 1908, inspirat en la novel·la de Tolstoi Sonata a Kreutzer. El trio de piano es va tocar juntament amb la Sonata Kreutzer de Beethoven en un festival que commemorava a Tolstoi el 1909, però després ha desaparegut. Vindrien moltes més obres basades en artistes russos, les principals: Kàtia Kabànova, De la casa dels morts i Taras Bulba.

### Jenůfaa Praga

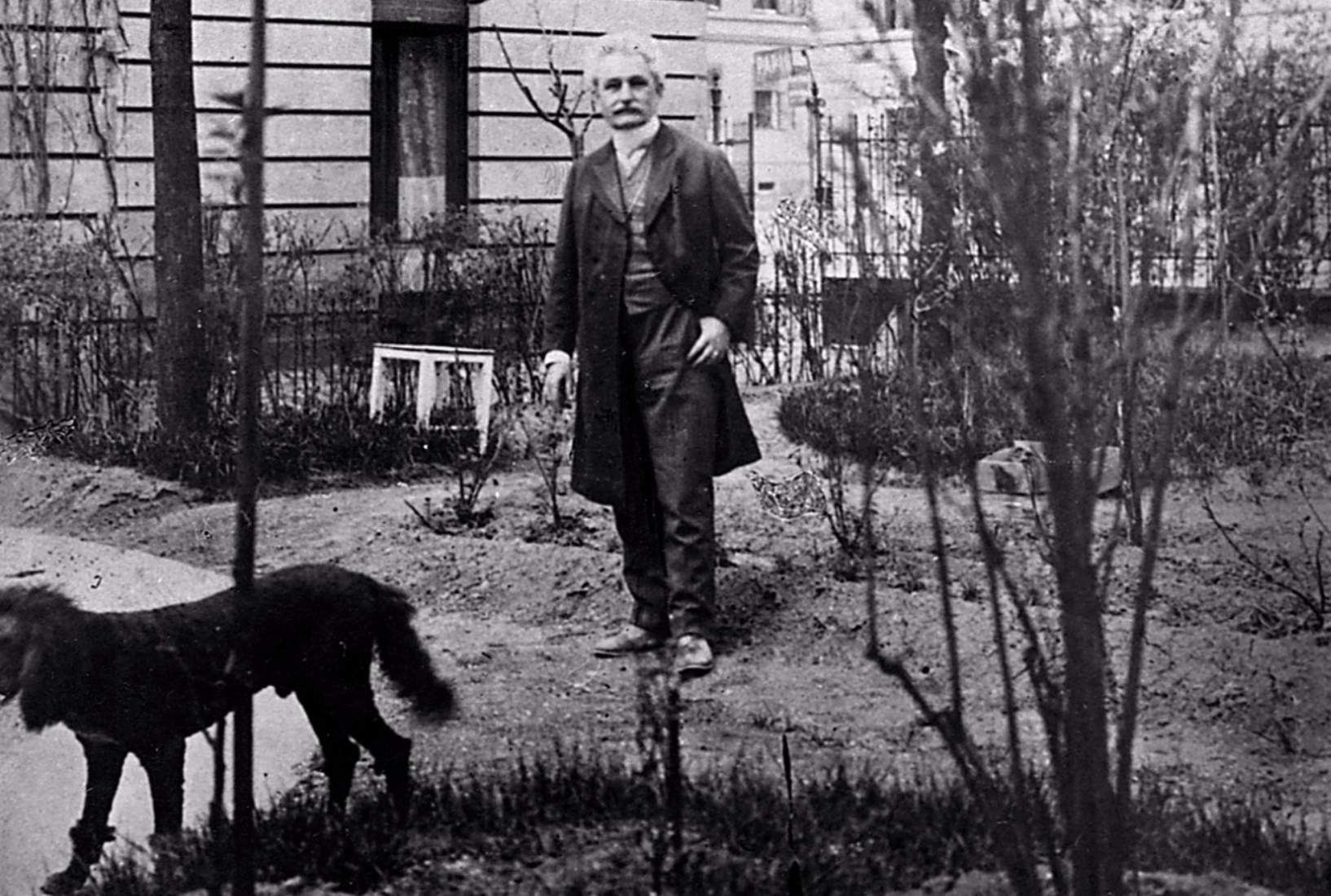
Leoš Janáček al jardí de casa seva a Brno amb el seu gos Čert

El 1906 Janáček tanca el llarg període de la recerca folklòrica publicant l'ampli assaig El recull de cants nacionals txecs a Silèsia i Moràvia. Des d'aquest moment es dedicarà quasi exclusivament a la composició, iniciant el període de maduresa creativa, que la crítica situa entre el 1906 i el final de la Primera Guerra Mundial, el 1918. En aquest període, en el qual el seu esperit nacionalista i el seu compromís social es van manifestar encara amb més vigor, va compondre l'òpera en quatre escenes El viatge del senyor Brouček a la lluna (començada el 1908) que conté una dura sàtira contra el conformisme de la burgesia txeca. A aquesta seguirà una segona part: El viatge del senyor Brouček al segle XV (acabada el 1917). Unificades amb el nom Les excursions del Sr. Brouček, es van estrenar a Praga el 23 d'abril de 1920 amb un total fracàs. Janáček, que de nou escriu el llibret, mostra una acció teatral irònica i simbòlica que influeix directament sobre la modernitat de la música. El desenvolupament melòdic té una mena de cant recitat que s'entrellaça amb un tractament orquestral proliferant en un continu que resulta sorprenentment modern i que, per descomptat, no va ser entès en el seu moment.
La composició de Les excursions del Sr. Brouček va ser un llarg procés completat amb no menys de set llibretistes. El concepte original de l'òpera havia de basar-se en una popular sèrie novel·lada del mateix nom de Svatopluk Čech (1846-1908). Després de començar la composició, Janáček es va posar a buscar un llibretista que encaixés la seva interpretació i la realització de les històries de Čech.
Encara que Janáček havia intentat establir-se com a compositor a Praga en diverses ocasions, va ser durant la Primera Guerra Mundial quan es va donar a conèixer Jenůfa. Els contactes personals d'amics de Janáček, com el metge František Veselý i la seva dona Marie Calma-Veselý, van ser decisius en l'acceptació de l'obra pel Teatre Nacional de Praga. Les raons nacionals i polítiques també van tenir un paper clau, ja que durant la guerra era important preservar la unitat nacional txeca i eslovaca. L'estrena de Jenůfa a Praga el 26 de maig de 1916 va ser un èxit, tot i que el director d'orquestra Karel Kovařovic, que inicialment havia rebutjat l'òpera, va fer revisions a la partitura, cosa amb la qual Janáček no va estar totalment d'acord. Aquestes revisions van incloure canvis en l'orquestració per adaptar l'obra a una audiència més familiaritzada amb Strauss i els seus imitadors txecs.

### A la vellesa, la fama

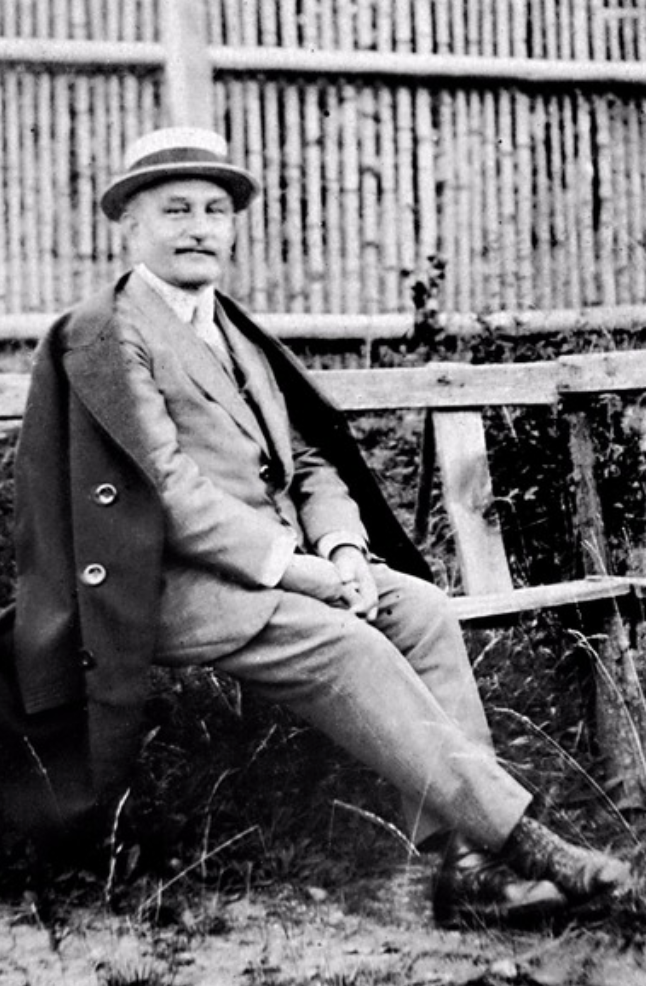
Leoš Janáček a Luhačovice (1917)

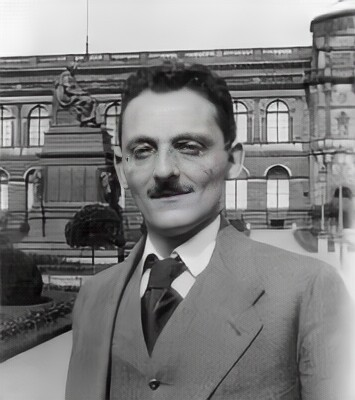
Max Brod (1914), la seva traducció de Jenůfa a l'alemany va ser decisiva en la fama final de Janáček

L'èxit de l'estrena a Praga va seguir també a Viena, en part, per la propaganda feta en nom de Janáček per l'escriptor i periodista Max Brod, que després de veure Jenůfa a Praga va escriure un elogiós article al diari berlinès Schaubühne el 16 de novembre de 1916, titulat Tschechisches Opernglück (Una feliç òpera txeca). Quan Janáček va tenir coneixement d'aquest article es va posar en contacte amb Brod per expressar el seu agraïment, i així va començar la seva cooperació. Aconsellat per Brod el director d'Universal Edition, Emil Hertzka, va viatjar a Praga al de març de 1917 per veure Jenůfa, i la representació el va convèncer de la preparació de l'òpera per a la seva estrena també a Viena. Després que Brod hagués acabat la traducció del llibret, l'estrena va tenir lloc el 16 de febrer 1918. A partir d'aquest moment, Brod traduiria totes les noves òperes de Janáček a l'alemany. L'estrena a Viena es va aprofitar políticament, ja que Àustria va tractar de reforçar la seva posició mitjançant una nova política d'integració federalista, en el qual Moràvia es considerava que tenia un fort estatus.
A partir d'aquest moment es va començar a difondre ràpidament el prestigi del compositor de seixanta-quatre anys. Sempre en la versió de Kovařovic, es va representar a Colònia (el 1918 i sota la direcció d'Otto Klemperer), Berlín (1924, dirigida per Erich Kleiber), al Metropolitan de Nova York (6 desembre 1924, dirigida per Artur Bodanzky), Bremen i Magdeburg (1925), a Hamburg (1926) i Múnic (1929, dirigida per Karl Elmendorff). Llavors va iniciar un nou cicle intensiu de composicions amb la creació de quatre grans òperes i les seves obres de cambra més importants (inclosos els dos quartets de corda).

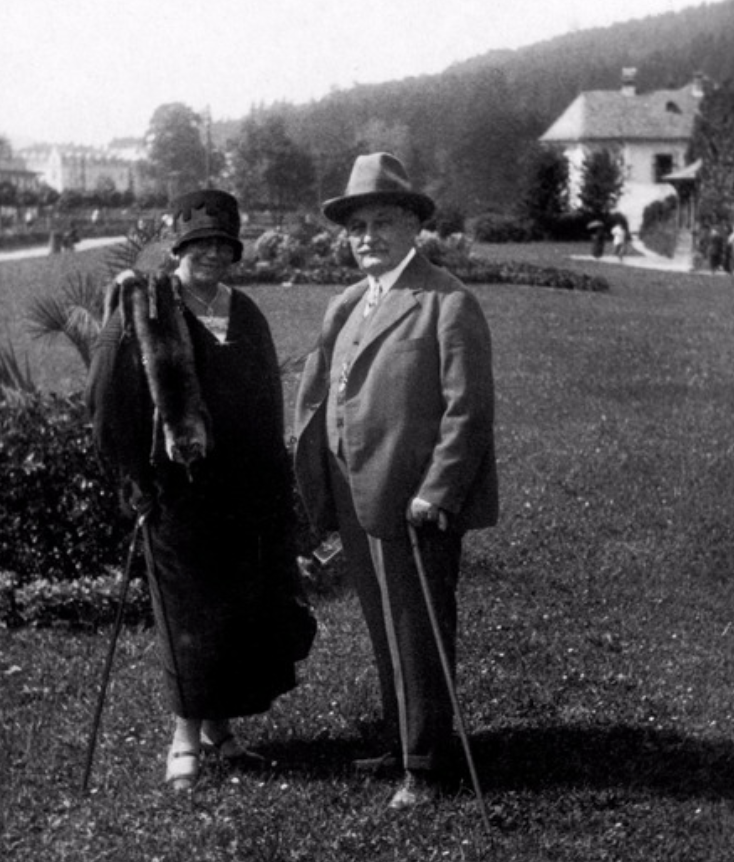
Leoš Janáček a Luhačovice (1920)

Després del cataclisme de la Primera Guerra Mundial, alliberats de l'imperi austrohongarès, el centre d'Europa balcanitzat es divideix en diminuts estats, un per a cada un dels seus grups ètnics. Tomáš Masaryk i Eduard Beneš, arquitectes en l'exili del nou estat de Txecoslovàquia, varen afavorir una unió dels veïns de «Txèquia» (bàsicament Bohèmia i Moràvia) i Eslovàquia, i es va dedicar a la construcció d'una moderna república occidentalitzada. Per desgràcia, la seva acabada de descobrir llibertat duraria només vint anys; va caure en la Unió Soviètica arran de la Segona Guerra Mundial i no va recuperar la seva la independència fins al cap de mig segle. Es va inspirar en temes patriòtics per a dues composicions del 1918: una coral, La legió txeca, i una altra orquestral, la rapsòdia Taras Bulba, quan a partir d'una novel·la de l'ucraïnès Gògol, Janáček explica tres episodis de la vida d'aquest vell cosac.
Kàtia Kabànova va ser la primera òpera completament nova de Janáček composta després de l'èxit de l'estrena de Jenůfa a Praga el 1916. Abans de començar a treballar-hi, amb l'esperança de treure profit de la seva nova fama, Janáček va polir dues de les òperes que havia deixat incompletes en una única comèdia Les excursions del Sr. Brouček. Tot i que Janáček va fer arribar Brouček publicada en una partitura vocal i es va estrenar a Praga (la seva única que hi va estrenar fora a Brno), la producció va estar plagada de dificultats, i es va retardar diverses vegades; per l'extraordinària barreja del surrealisme i l'obert nacionalisme de Brouček, al final va ser mal rebuda per la crítica.
Mentre la composició de Brouček es va estendre durant deu anys i el llibret va involucrar a diversos col·laboradors, entre ells el mateix Janáček, Kàtia va ser composta en una relativa rapidesa i de forma contínua, entre el novembre de 1919 i l'abril de 1921. Inicialment, Janáček hauria volgut que Kàtia fos estrenada a Praga, on l'òpera seria escoltada per un públic més internacional i influent que el que atreia Brno. Alhora, Otakar Ostrčil havia reemplaçat a Karel Kovařovic l'any anterior com a director de l'òpera de Praga després de la seva mort. Les dificultats de l'empresa amb Brouček i els repetits retards, no havien estat culpa del nou director. Al final, Janáček va acordar estrenar Kàtia al Teatre Mahen de Brno el 23 de novembre de 1921, amb František Neumann, un ferm partidari de Janáček i, des de 1919, el director titular de Brno, al podi. Encara que Max Brod més tard va afirmar que «l'èxit de Kàtia Kabànova no té precedents», les seves onze actuacions representen una carrera respectable, no un triomf sense pal·liatius, fins i tot per a la petita ciutat de Brno.

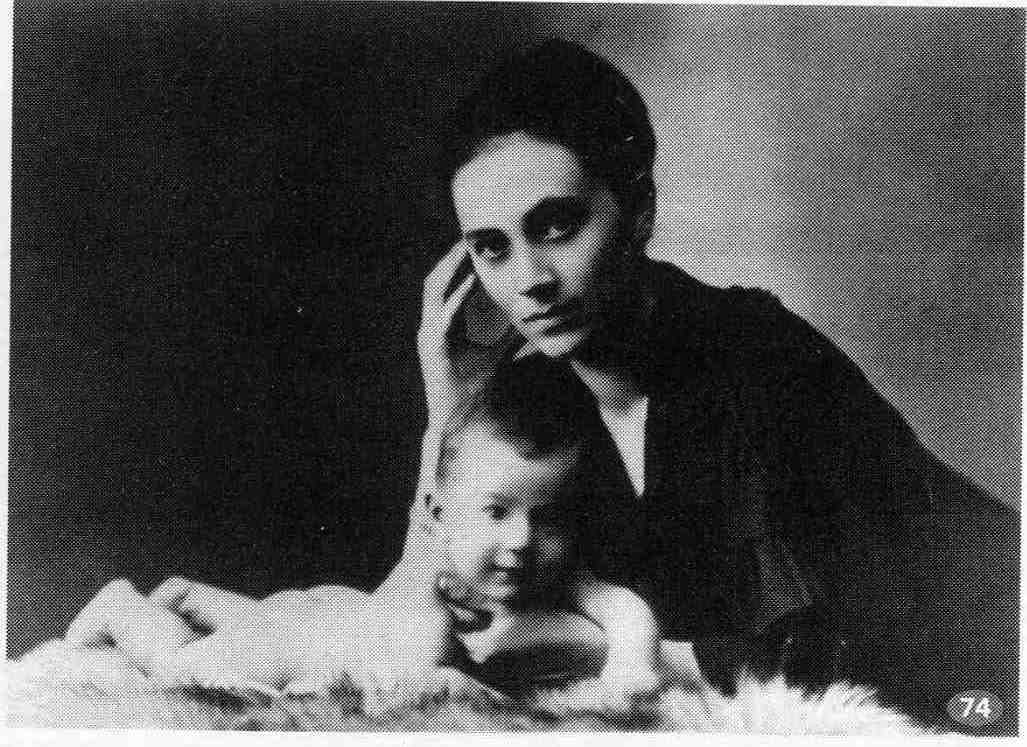
Kamila Stösslová i el seu fill Otto el 1917, any en què va conèixer a Janáček

Kàtia Kabànova és la passió desbordada lúcidament. Janáček compon el llibret basant-se en La tempesta d'Ostrovski que tracta d'un cas d'adulteri amb criteris progressistes i més per a l'època de composició, que és entre 1920 i 1921, amb estrena el 23 de novembre d'aquest any. El compositor va trobar la inspiració per a compondre l'òpera en el seu amor per Kamila Stösslová, a la qual està dedicada. Tota l'obra està recorreguda per una càlida onada passional que s'encomana a les veus i l'orquestra. Sovint s'ha considerat la seva primera òpera de maduresa, malgrat el fet que Janáček ja tenia seixanta-set anys quan es va estrenar. És un dels pocs casos en l'autor a on l'obertura és àmplia i significativa. És una obra amb molta intensitat que se sol transmetre al públic tot i la modernitat de molts dels recursos sonors. Dramàticament, Kàtia va decebre els crítics, tant per l'estructura com per la força, però van respondre positivament a la música.
El 1917 Kamila Stösslová tenia vint-i-cinc anys, estava casada amb dos fills petits i vivia a la ciutat balneària de Luhačovice, on el compositor la va conèixer per primera vegada. Janáček va enviar a Stösslová aproximadament set-cents elements de correspondència (incloent-hi cartes, postals i altres missatges) entre els anys 1917 i 1928.

### Darreres obres mestres

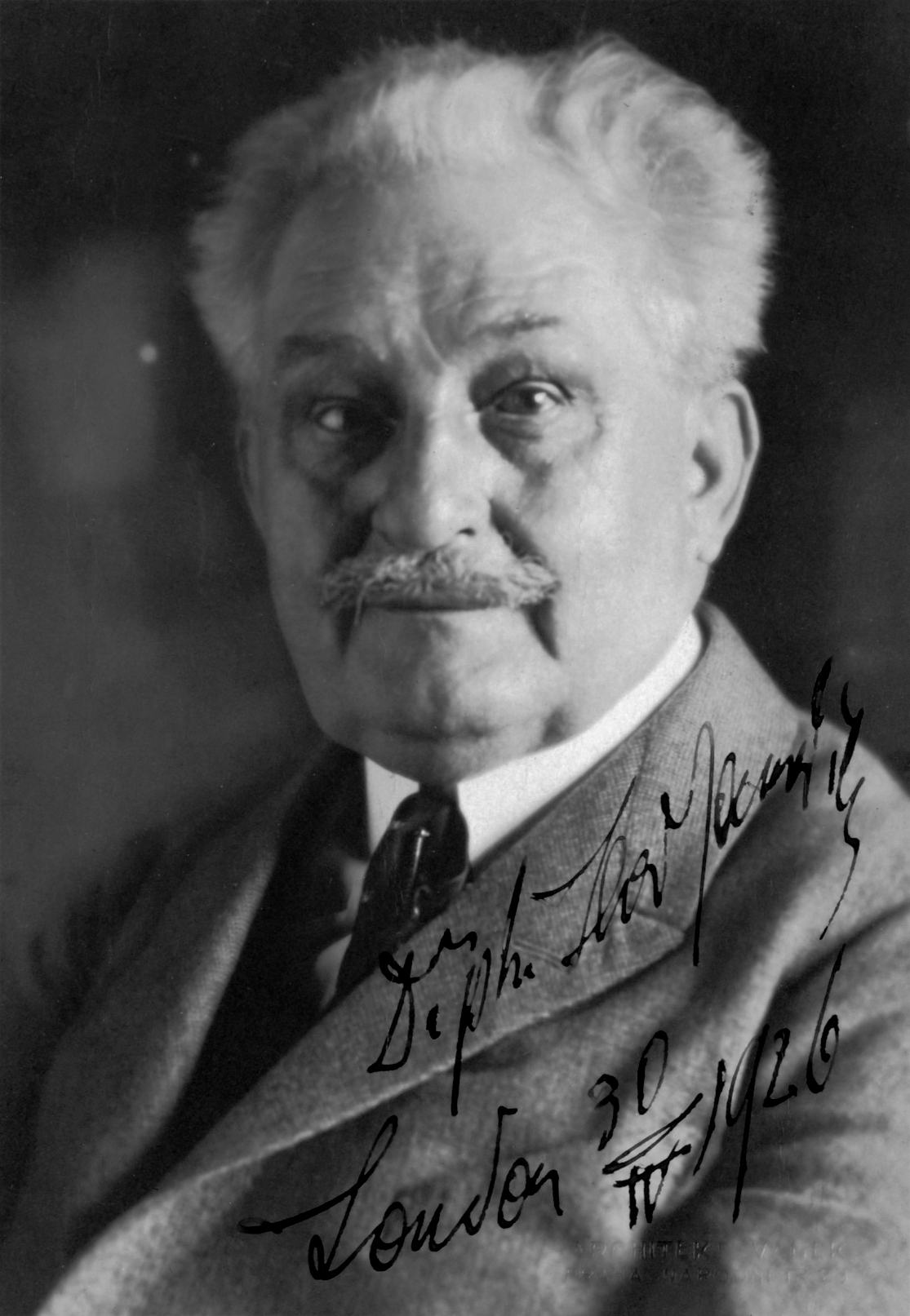
Leoš Janáček el 1926

En la postguerra s'instal·la en Janáček una visió pessimista del món, que troba la seva màxima manifestació en quatre òperes que contenen, de manera diferent, una forta càrrega de protesta: Kàtia Kabànova (1921), La guineueta astuta (1924), El cas Makropoulos (1926) i De la casa dels morts (1930). La identificació del compositor amb el material narratiu és sempre intensa: durant la composició de De la casa dels morts, sobre tema de Dostoievski, en la qual l'escriptor rus evoca les seves tràgiques experiències en l'exili siberià, va confessar a un amic: «em sembla descendir, esglaó per esglaó, sempre més avall, i caminar en les profunditats més miserables dels éssers humans. I es tracta d'un camí força penós.»
Però si gairebé totes les òperes anteriors són obres situables entre les millors del segle, els tres títols finals de la seva carrera són rotundes obres mestres que il·luminen per si soles la història lírica del segle xx.
La guineueta astuta és una obra mestra tant encantadora com commovedora. Janáček la compon entre 1921 i 1923 i l'estrena el 6 de novembre de 1924. Aquí, ens mostra aquesta faula sonora sobre la naturalesa, plena de sentiment panteista i tot un cant a la vida però també a la renovació de la mateixa a través de la successió de les generacions. Certament Bystrouška, l'astuta guineu, és un personatge central i rellevant però s'integra en un perfecte engranatge de caràcters teatrals i musicals que traspuen grandesa, musicalitat i, sobretot, una impressionant vitalitat en un autor que camina ja pels setanta anys d'una existència no precisament fàcil. És potser l'obra més optimista de Janáček. L'ús de veus blanques, de mim i de ballet que Janáček que porten a aquest títol cap a un espectacle teatral total.
Si la vida artística de Janáček no va ser fàcil ni feliç, i el seu èxit va arribar massa tard, la seva vida privada no va ser millor: un matrimoni trencat i la mort prematura dels seus dos fills el van empènyer a la cerca de relacions que es van revelar també decebedores. La relació amb la cantant Gabriela Horvátová, la primera Kostelnička de Jenůfa de Praga va empènyer a la seva esposa a un intent de suïcidi que va marcar dolorosament la vida de la parella. La parella va pactar un divorci privat amb l'ajuda de l'advocat de Janáček: un acord especial que garantia que Zdeňka tindria recursos per la resta de la seva vida si respectava la llibertat del seu marit. Janáček, que va admetre la seva responsabilitat en la ruptura del matrimoni, va voler assegurar una llar tranquil·la. El tardà amor amb una noia de Písek, Kamila Stösslová, torbarà els seus darrers anys i inspirarà part del Quartet de corda núm. 2, no casualment titulat "Cartes íntimes".

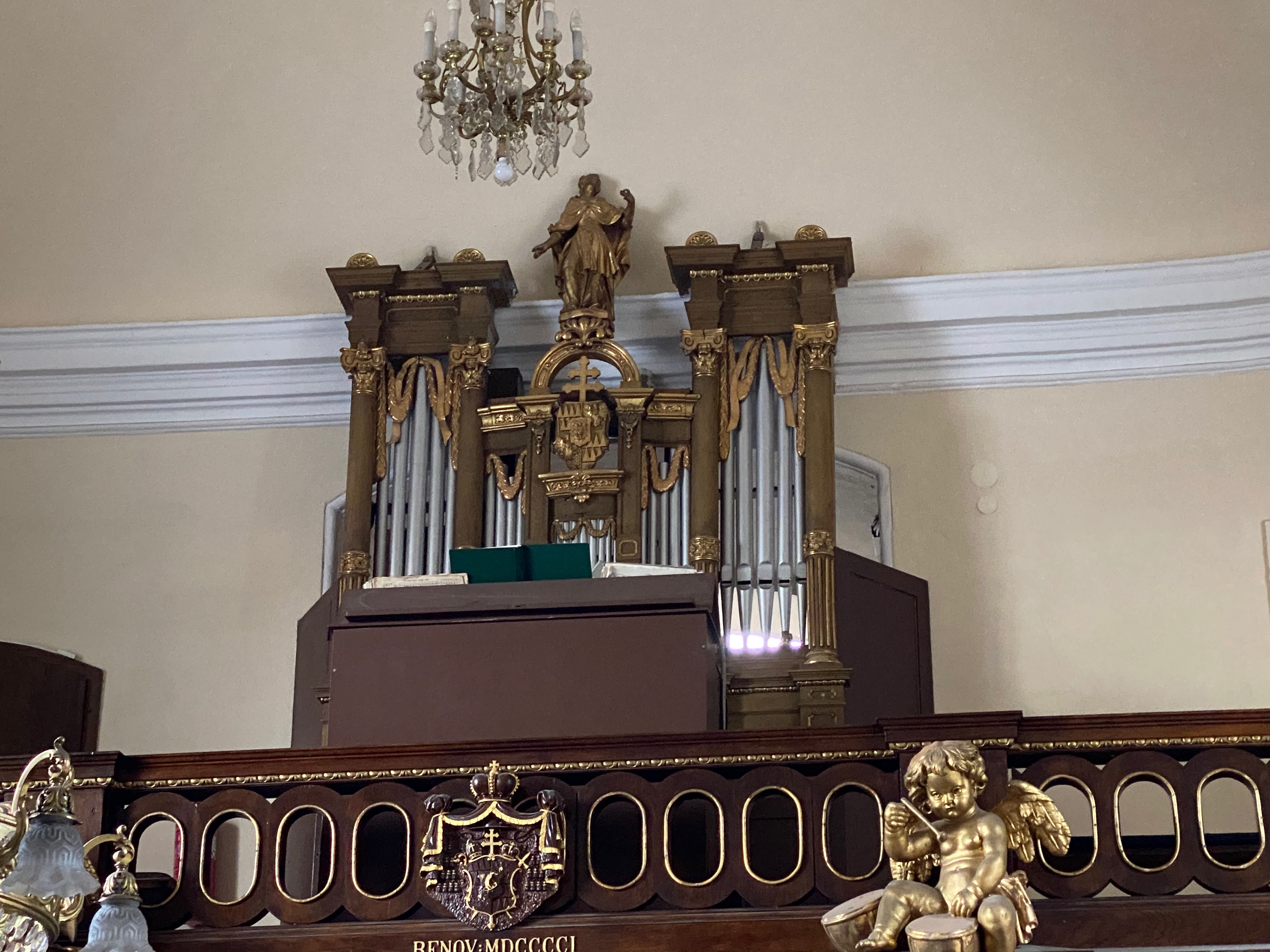
Orgue de l'Església de Sant Maximilià, que solia tocar el compositor en les seves estades a Hukvaldy

Els darrers anys van ser un període particularment fèrtil. Dedicant-se fonamentalment a l'òpera, va afrontar treballs de gran envergadura pertanyents a gèneres musicals diversos com el cicle de cançons Diari d'un desaparegut (compost entre el 1917 i el 1918), la Sinfonietta (1926), els dos quartets (1923 i 1928) i la cèlebre Missa glagolítica en la qual fa reviure dramàticament la Passió de Crist (1926).
Finalment començava a rebre algunes gratificacions professionals: les seves partitures s'interpretaven a les sales de concert i la crítica palesava una major atenció i consideració. El 1919 va ser nomenat professor al Conservatori de Praga i el 1826, durant un viatge a Londres, se li van tributar grans honors. Les autoritats txeques van encarregar-li algunes obres commemoratives, reconeixent-lo com el compositor més representatiu del país. L'11 de juliol de 1926 en un discurs per la col·locació d'una placa d'honor a la seva casa natal a Hukvaldy, Moràvia, Janáček va declarar la filosofia que vitalitza tota la seva vida creativa: «La gent diu que he aconseguit alguna cosa. Quan algunes vegades componc una cosa que sé que es gaudeix... a Bohèmia del sud a Písek o a l'oest a Plzen o al nord a Mladá Boleslav, a l'orient o a Moràvia o Eslovàquia, llavors se m'acut que, al capdavall, hi ha alguna cosa en el poder de l'art; que he tocat una fibra que ressona a tot arreu, que ens uneix a tots per sentir-nos com una sola nació. Això és el que valoro en el meu propi art. El més important és que ens uneixi, que ens faci forts i desafiants i contra tothom. Tota la resta, les notes, això per a mi és secundari. Si puc unir la nostra nació que ara està tan enfadada, bel·licosa i desunida, si he fet això, llavors sento que no he viscut en va.»
Malgrat l'èxit, Janáček va continuar portant una vida apartada. Just uns dies abans de morir, Janáček va deixar a la seva esposa Zdeňka per passar uns dies amb la família de la seva «musa per correspondència» Kamila Stösslová al seu Hukvaldy natiu i mai va tornar.

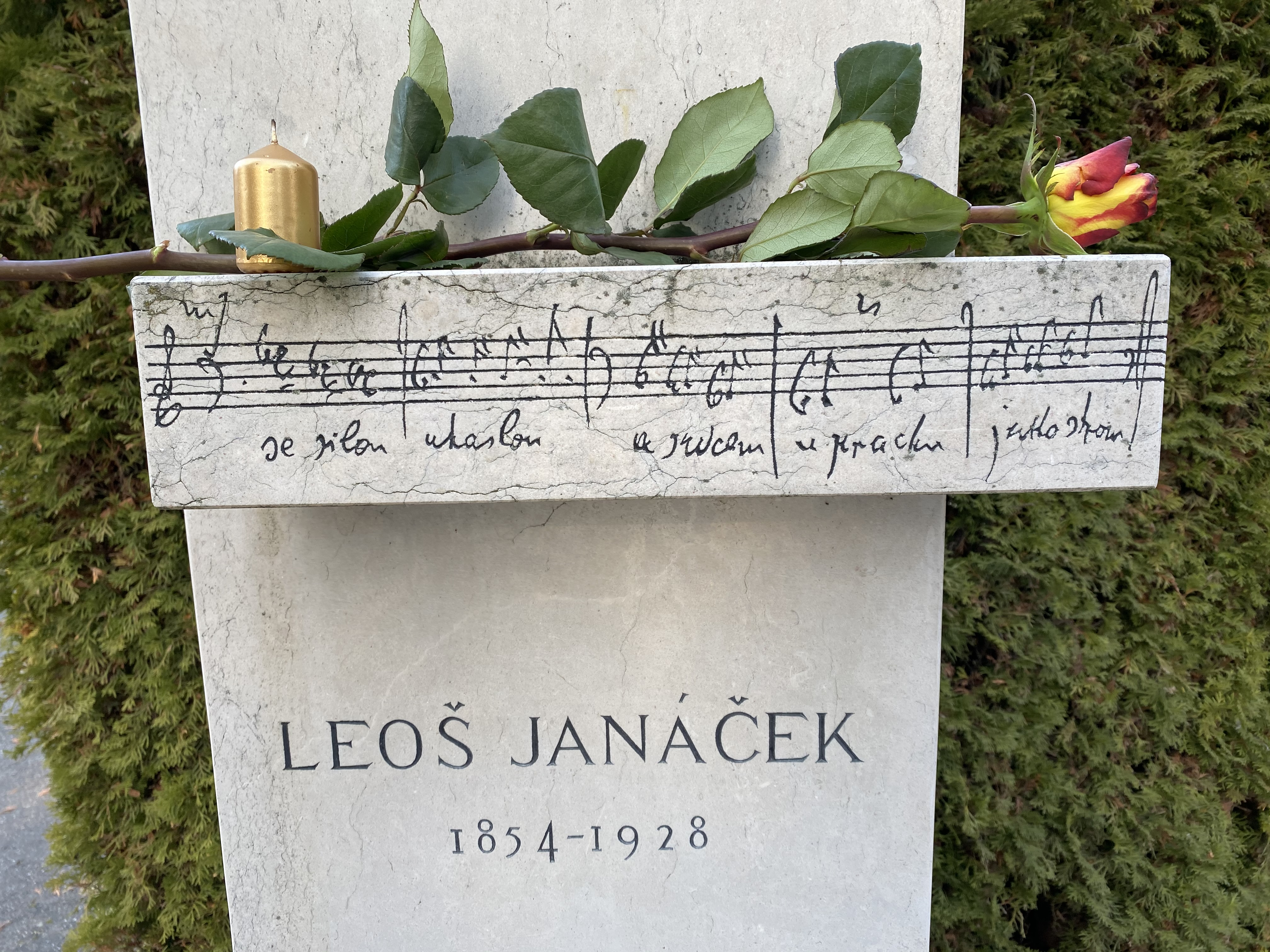
Tomba de Janáček al Cementiri Central de Brno. La làpida conté diversos compassos de l'autògraf manuscrit i la inscripció "... amb la seva força que ens ha marxat, i el seu cor en la pols, com un arbre ...", extreta d'aquesta obra

El 30 de juliol de 1928, Kamila, el seu marit i el petit fill de tots dos, d'onze anys, van acudir a visitar Janáček a Hukvaldy. Com passava sovint, David va haver d'absentar-se, i davant l'ancià artista apareixia la promesa d'uns quants dies feliços a soles amb Kamila, que en aquell temps s'havia engreixat bastant i tenia trenta-sis anys. El dia 6 d'agost, el nen es va perdre pel bosc i es va iniciar uns recerca que va resultar fructuosa. Janáček, però, va patir un refredament a causa de la recerca, que li va causar problemes als pulmons. El van traslladar a l'hospital Moravska d'Ostrava, on podria rebre les cures adequades. Aviat es va veure que el seu cor no resistia l'esforç de la tos i la febre alta. Tot i així, Janáček es va negar a fer venir a familiars o amics al seu llit de mort. Va fer el seu testament, deixant les seves modestes possessions a la seva dona. Durant la nit del 11 d'agost, va caure inconscient i va morir a les deu del matí següent, oficialment d'una pneumonia. Kamila va estar present en el moment de la mort de Janáček. Segons el seu desig, al funeral va ser interpretada l'escena del guàrdia forestal de La guineueta astuta.
Zdenka Janáčková, esposa de Leoš Janáček, va dictar les seves memòries a una secretària entre 1933 i 1935, però aquestes no es van publicar fins al 1998 i en versió anglesa.

## Context
Janáček és com si hagués nascut en un moment equivocat i al lloc equivocat: el seu any de naixement romàntic només era sis anys més gran que Gustav Mahler i deu que Richard Strauss. Els "modernistes" estaven representats aleshores pel vint anys més jove Arnold Schönberg, trenta Béla Bartók, Ígor Stravinski, Alban Berg, però també pel quaranta anys més jove Paul Hindemith i alguns compositors del Grup dels Sis de París. És un testimoni de dues contradiccions: en primer lloc, és una evidència del temps “perdut” durant el qual l'obra de Janáček va lluitar i, d'altra banda, mostra com era immensament viable quan no va envellir en cap moment després dels anys.
Janáček s'associa amb el modernisme musical del començament del segle xx, i se situa cronològicament entre dues generacions. L'edat anterior està ocupada per compositors com Dvořák (Janáček era només 13 anys més jove), Grieg (11 anys més gran que Janáček) i Rimski-Kórsakov (10 anys més gran de Janáček) (Mússorgski i Txaikovski -aquest últim molt admirat sobretot pel jove Janáček - també es podrien incloure en aquesta generació). Més a prop del grup d'edat de Janáček es troben els txecs Zdeněk Fibich (1850-1900), l'alemany Engelbert Humperdinck (1854-1921) i els italians Ruggero Leoncavallo (1857-1919) i Giacomo Puccini (1858-1924). Gustav Mahler i Hugo Wolf van néixer el 1860, el mateix any que el compositor francès Gustave Charpentier. Només després d'ells van venir compositors com Claude Debussy (1862–1918), Richard Strauss (1864–1949), Jean Sibelius (1865–1957) i Ferruccio Busoni (1866–1924). L'aparició de Janáček, tant intel·lectualment com estilísticament, queda clarament fora d'aquesta cronologia, ja que les seves obres precedeixen la seva època.
La generació posterior a Dvořák (Fibich, Foerster, els joves com Josef Suk i Vítězslav Novák) encara vivien plenament en el romanticisme, mentre Janáček preparava en aquella Moràvia tancada una de les pautes de futur i de superació d'aquest moviment. El cas és que quan arriba Jenůfa el 1903, només a Brno, l'estil de Janáček ja ha canviat, ja és el seu, i aquest atreviment el va aïllar encara més durant una mica més d'una dècada, fins a més enllà dels seixanta anys.

## Estil musical
L'obra de Janáček pot dividir-se, a efectes pràctics, en quatre períodes: 
- el romàntic, molt influït per Dvořák (1872-1888)
- el de la investigació folklòrica, que hauria de culminar amb Jenůfa (1888-1906)
- el de maduresa, on es transcendeix el folklorisme (1906-1918)
- el final, més ric, personal i avançat (1918-1928)[87]

### Janáček romàntic (1872-1888)
Des de les seves obres corals dels anys setanta Janáček es va proposar alliberar l'harmonia del que considerava les regles tiràniques de la tonalitat. Janáček va ser també un teòric eminent i, en aquest sentit, les obres del seu últim període poden interpretar-se com realitzacions pràctiques i artístiques dels seus postulats teòrics. No obstant això, tot i que eixamplava els límits tonals no cal afirmar que la seva música sigui atonal, encara que, com una cosa heretada del folklore, tendeix a superar la dicotomia entre els modes major i menor. La música de Janácek es caracteritza per les escales insòlites i una estructura harmònica oberta; els ritmes són irregulars, amb accents desplaçats i compassos desiguals. Se serveix igualment de contrastos dinàmics sobtats. En les seves obres, no hi ha pròpiament desenvolupament, només la repetició, sota diversos aspectes tímbrics -les seves mescles atípiques d'instruments són característiques- o harmònics, d'unes mateixes cèl·lules melòdiques o rítmiques, així com la successió interminable de noves idees. La seva música sol basar-se en la impressió d'una experiència viscuda, de manera que fins i tot les composicions instrumentals posseeixen el sentit de drames en miniatura.

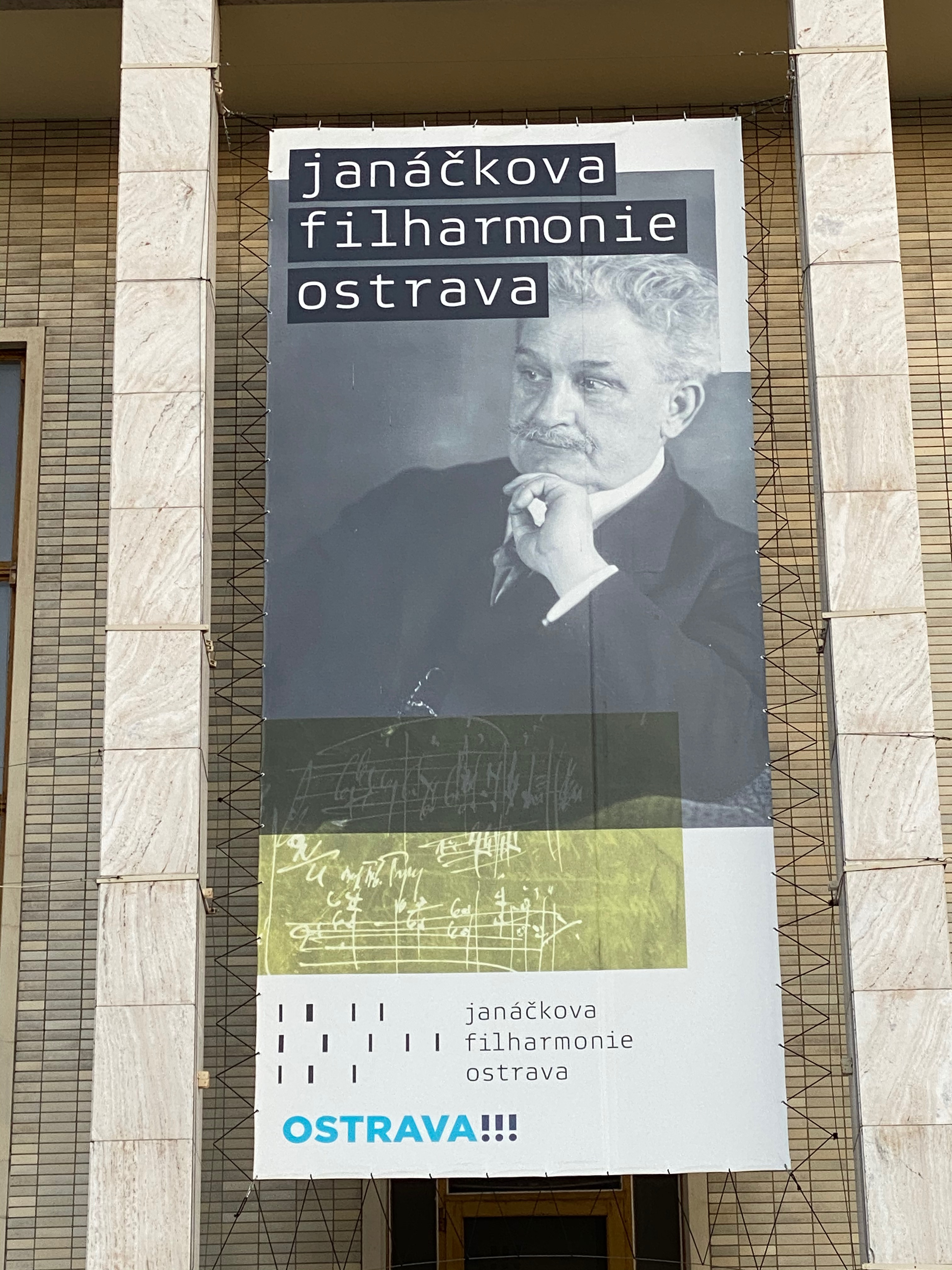
Imatge de Janáček a l'edifici de l'Orquestra Filharmònica Janáček a Ostrava

Janáček crea un estil propi, fàcilment recognoscible, a prop dels moviments que sovint se l'associa com el neofolklorisme, neoclassicisme, expressionisme, impressionisme, etc. Amb moviments musicals marcadament ètnics, presenta un estil completament idiosincràtic. El seu modernisme es basa en les seves arrels musicals moravianes, amb inspiració en l'expressivitat i els ritmes de la llengua txeca. Va ser un dels pioners en la popularització de la música folklòrica, veient elements interessants per a desenvolupar en aquest estil musical. Segons Vainiomäki, una de les característiques recurrents de la música de Janáček és el «llenguatge musical rapsòdic concís, i tots els atributs típics de la brevetat: la manca de treball temàtic, la manca de repetició de motius, la fragmentarietat i l'orquestració peculiar, que ja figuren en Vítězslav Novák, col·lega contemporani i més jove que Janáček».
En aquest període l'obra de Janáček es va basar en l'art nacional txec, sobretot en la síntesi romàntica de Smetana i Dvořák (per exemple l'òpera Šárka, 1888, i la suite orquestral Lašské tance ['Danses de Lašsko'], 1889)

### Maduresa (1906-1918)
El tercer període creatiu va començar amb Jenůfa (1894–1903) i va acabar aproximadament cap al 1918, durant el qual Janáček va passar del folklore a un realisme psicològic. Sobre la base del llibret en prosa de Jenůfa va crear un nou tipus de melodia dramàtica vocal, lliure i rapsòdica, que va negar el dualisme de l'ària i el recitatiu tradicional per a l'òpera.

### Riquesa (1918-1928)
En aquesta època, Janáček va transcendir l'estil realista de Jenůfa i va produir una de les grans obres del drama eslau, tant en el pla psicològic com musicalment realista, l'òpera Kàtia Kabànova (1921), amb la qual Janáček aconsegueix el clímax de les seves obres musicals i dramàtiques.

## Influències
L'obra de Janáček sovint es vincula amb la de Bartók, ja que les seves obres van arrelar principalment en elements nacionals i folklòrics. Tots dos compositors van viure en un moment crític en el desenvolupament de la música al tombant dels dos segles. Malgrat adoptar una posició crítica envers Wagner, el romanticisme era més proper a Janáček (potser més emocional i apassionat) que a Bartók. Al començament de la seva carrera, Janáček va ser influït per la tradició musical txeca, especialment per Pavel Křížkovský, Bedřich Smetana i Antonín Dvořák. Tot i això, com Bartók, després va seguir les tendències de l'impressionisme musical, l'expressionisme i totes les tendències extremes de l'Avantguarda europea.
Les activitats col·leccionistes sistemàtiques de Janáček no poden competir amb el nombre de cançons registrades recollides per Bartók, Janáček va recollir 350 cançons i Bartók 10.000, també en una àrea més gran. A més, comparant aquestes dues grans personalitats del folklore musical, Vysloužil considera que Bartók s'assembla més a un músic “absolut” que a un artista del tipus de compositor dramàtic i programàtic de Janáček. Janáček i Bartók van tenir una relació destacada amb la música de Claude Debussy, del qual Janáček va estudiar i analitzar La Mer. Malgrat els moments impressionistes en la música de Janáček, aquest va desenvolupar la seva pròpia tècnica musical a través de la seva teoria de les melodies de la parla i l'estudi de la música popular.
L'expressionisme musical de Schönberg i Berg va influir més a Bartók que a Janáček, tot i que Janáček va apreciar Wozzeck de Berg. Janáček va prendre una posició crítica sobre les tendències constructivistes de la música atonal, incloent-hi el dodecafonisme. En la música de Janáček manquen els atributs essencials de l'expressionisme musical.
En la seva última etapa, Janáček es va involucrar en la música contemporània i els festivals de la International Society for Contemporary Music (ISCM) i amb autors com Berg, Honegger, Hindemith i Křenek, tot i mantenir una actitud crítica. Aquests festivals van contribuir a la seva "fama tardana", guanyant un públic més ampli. La seva transformació d'un formalista conservador a un compositor d'òpera mundialment reconegut va ser un dels canvis més significatius en el seu estil.

## Obres
Per una llista completa, vegeu Llista de composicions de Leoš Janáček.

### Òperes
- Šárka, 3 actes, llibret de Julius Zeyer (1887-88, nova versió 11 de novembre de 1925, Brno)
- L'inici d'un romanç (Počátek románu), 1 acte, llibret de Jaroslav Tichý (pseudònim de František Jaroslav Rypáček) basat en la novel·la de Gabriela Preissová (10 de febrer de 1894, Brno)
- Jenůfa (Její pastorkyňa), 3 actes, llibret de Leoš Janáček sobre el drama de Gabriela Preissová (21 de gener de 1904, Brno, revisions ulteriors els anys 1906, 1911 i 1916)
- El destí (Osud), 3 actes, llibret de Leoš Janáček i Fedora Bartošová (1904 però estrenada pòstumament, el 8 de setembre de 1934, Brno)
- Les excursions del Sr. Brouček (Výlety páně Broučkovy), 2 parts (El viatge del senyor Brouček a la lluna i El viatge del senyor Brouček al segle XV), llibret de Viktor Dyk (part I) i František Sarafínský Procházka (part II), sobre la novel·la de Svatopluk Čech (23 d'abril de 1920, Praga)
- Kàtia Kabànova, 3 actes, llibret de Leoš Janáček sobre el drama Bouře d'Aleksandr Ostrovski (23 de novembre de 1921, Brno)
- La guineueta astuta, 3 actes, (Příhody lišky Bystroušky), llibret de Leoš Janáček sobre obra de Rudolf Těsnohlídek (6 de novembre de 1924, Brno)
- El cas Makropoulos (Věc Makropulos), 3 actes, llibret de Leoš Janáček sobre drama de Karel Čapek (18 de desembre de 1926, Brno)
- De la casa dels morts (Z mrtvého domu), 3 actes, llibret de Leoš Janáček sobre la novel·la Memòries de la casa dels morts de Fiodor Dostoievski (12 d'abril de 1930, Brno)

### Orquestrals
- Suite per a orquestra de corda (1877)
- Idyla (Idil·li per a orquestra de corda, 1878)
- Adagio per a orquestra (1891)
- Taras Bulba, rapsòdia simfònica basada en la novel·la històrica de Nikolai Gógol (1915-1918)
- Sinfonietta (1926)
- Pelegrinatge de l'ànima (Putování dušičky), concert per a violí (1926)
- Schluck und Jau, música incidental per a l'obra de Gerhart Hauptmann (1928)

### Música vocal i coral
- Hospodine, pomiluj ny! (Senyor, tingueu pietat) (1896)
- Amarus (1897)
- Otče nes (L'oració del Senyor. 1901. Obra en cinc moviments per a tenor solista, cor, arpa i orgue.)
- Elegia a la mort de la meva filla Olga  (1903)
- Kantor Halfar (Mestre Halfar) (1906)
- Maryčka Magdónova (1908)
- Sedmdesát tisíc (Setanta mil) (1909)
- L'evangeli etern (1914)
- Diari d'un desaparegut (1919)
- El boig rodamón (1922)

### Obres per a piano
- Variacions de Zdenka (Zdenčiny variace), tema amb variacions (1880)
- Národní tance na Moravě (1891-1893)
- Per un camí esbarzerat (Po zarostlém chodníčku) (1901-1908)
- Sonata núm. 1. X. 1905 "Zulice" (1905)
- En la boira (V mlhách) (1912)
- Vzpomínka (1928)

### Obres religioses
- Zdrávas Maria (Ave Maria) per a tenor, cor, orgue i viola (1904)
- Missa glagolítica (1926)

### Obres de cambra
- Quartet de corda núm. 1 Sonata a Kreutzer (1924)
- Quartet de corda núm. 2 Cartes íntimes (1928)
- Capriccio (1925), per a piano (mà esquerra) i set instruments de vent.
- Mládí (Joventut), per a sextet de vents.